# Marché de Provence
Pour les articles homonymes, voir Marché et Provence (homonymie).
Le marché de Provence est un style de marché typique de la tradition provençale, en Provence-Alpes-Côte d'Azur. Ce symbole régional est un événement marquant de la vie de la ville ou du village qui se présente comme une célébration des producteurs locaux et de l’identité locale, une cérémonie collective dont chacun est à la fois acteur et spectateur, un lieu de rencontre où tout le monde est traité sur un pied d'égalité et dont personne n'est exclu. Deux principes régissent ce type de marché, le prix des marchandises est secondaire et tout doit rappeler le divertissement.

## Tradition et tourisme
Très souvent marchés de tradition – certains remontent au Moyen Âge – occupant place et ruelles, leur but premier était de simplifier l’approvisionnement des villes et des villages, et accessoirement de se tenir informés des dernières nouvelles. 

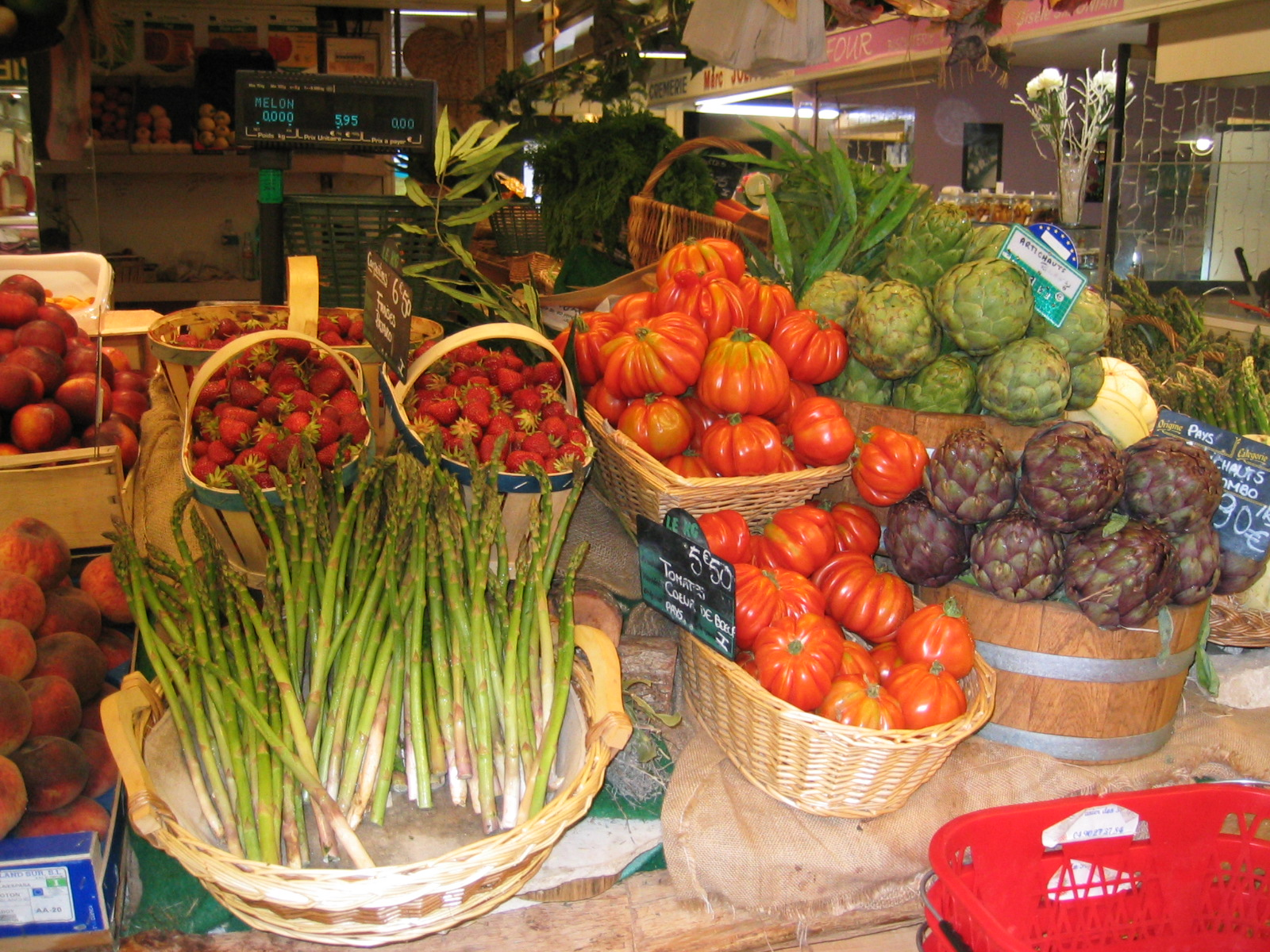
Fruits et légumes au marché d'Avignon
Asperges blanches du marché de Velleron
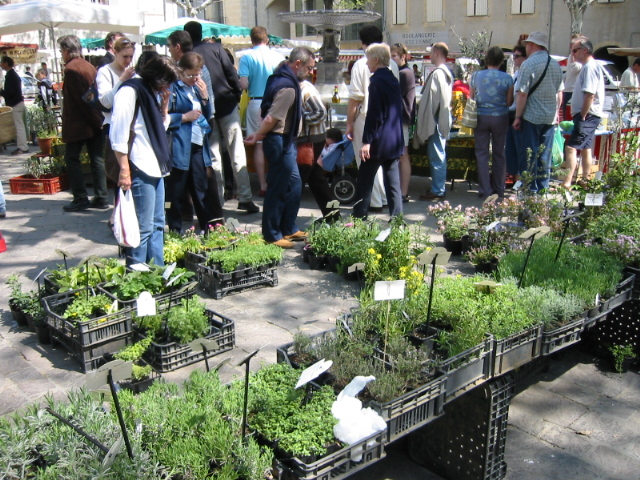
Herbes de Provence du marché d'Uzès
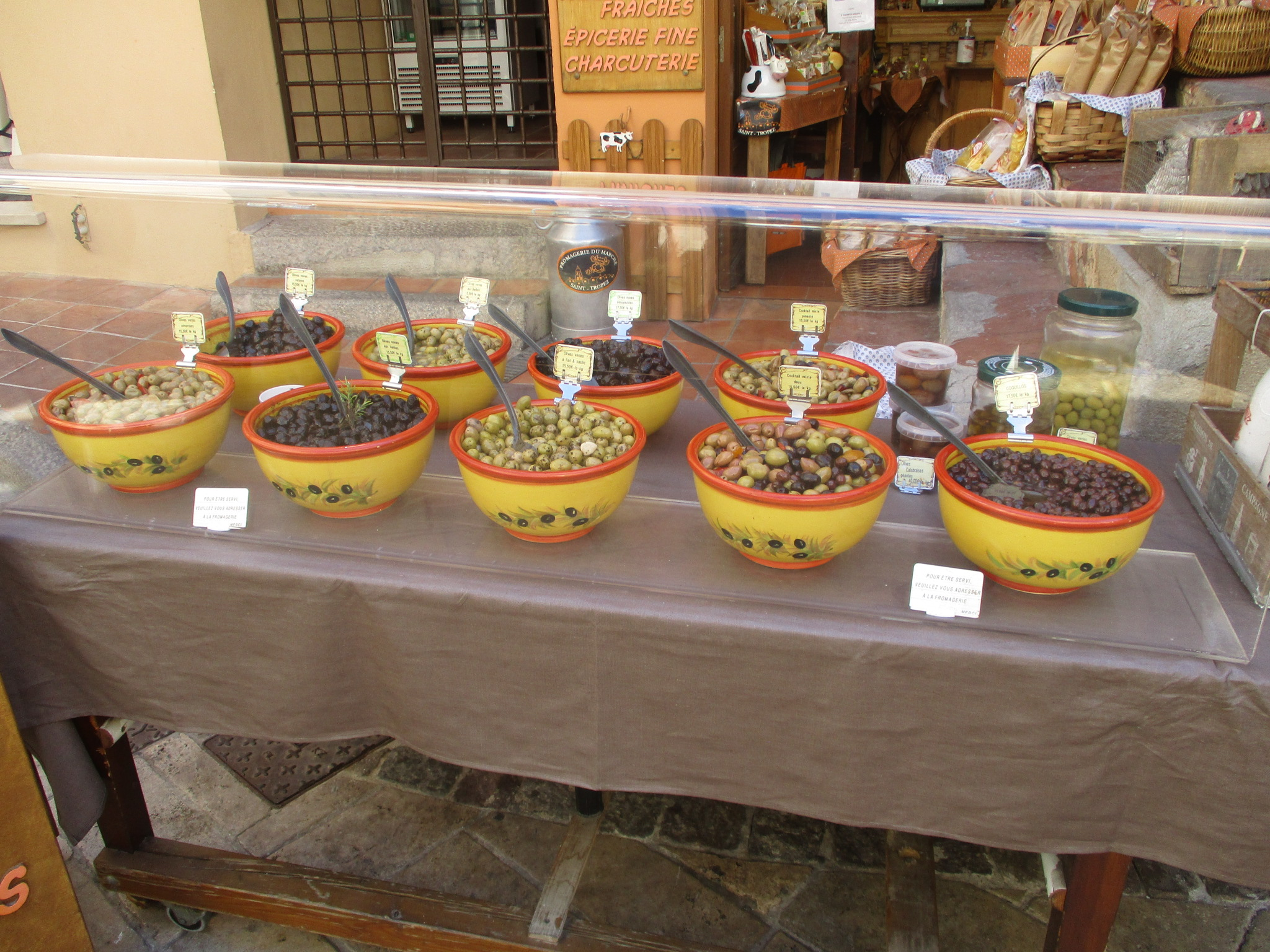
Olives marinées du marché de Saint-Tropez
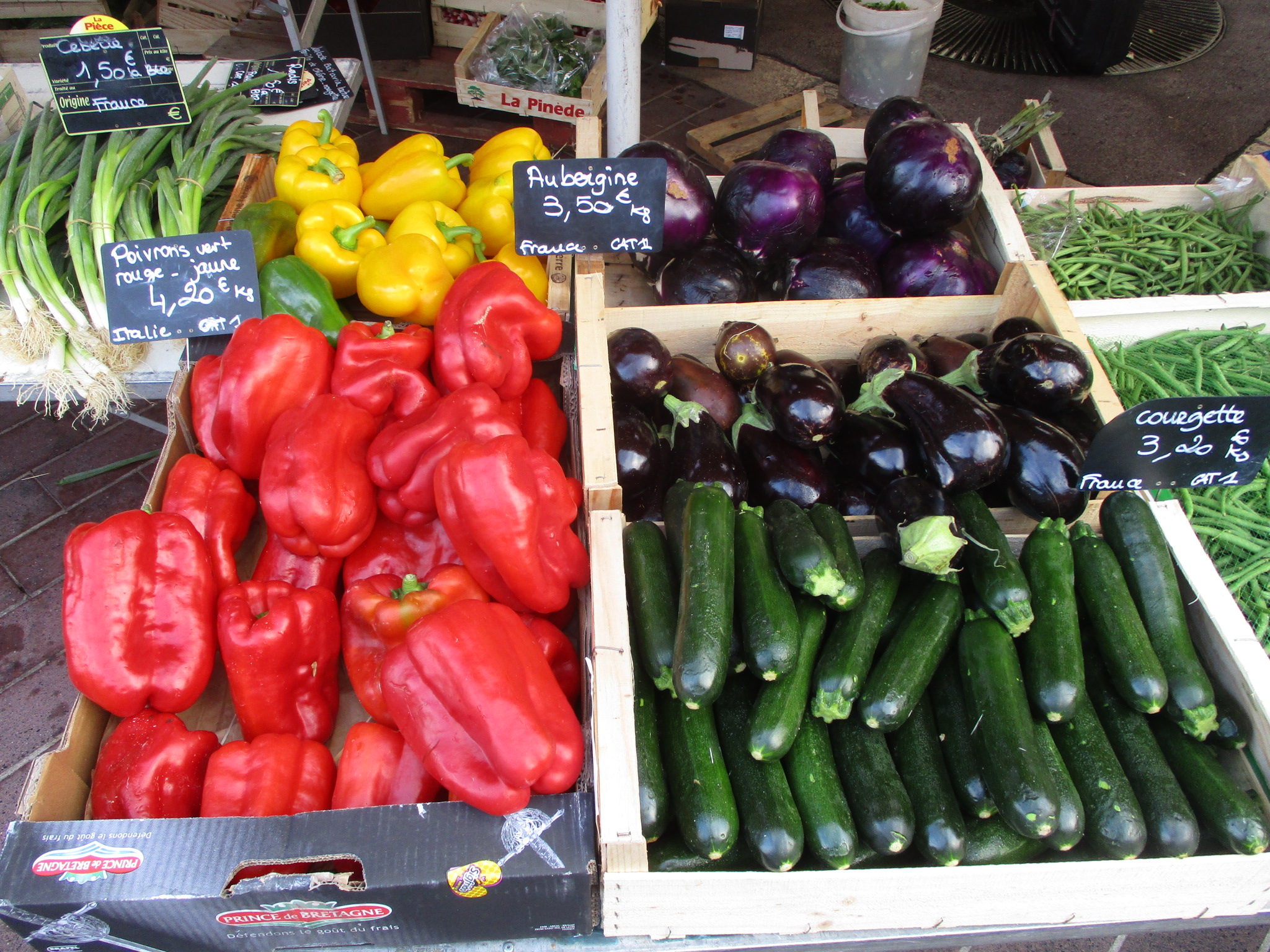
Légumes à ratatouille du Cours Saleya de Nice
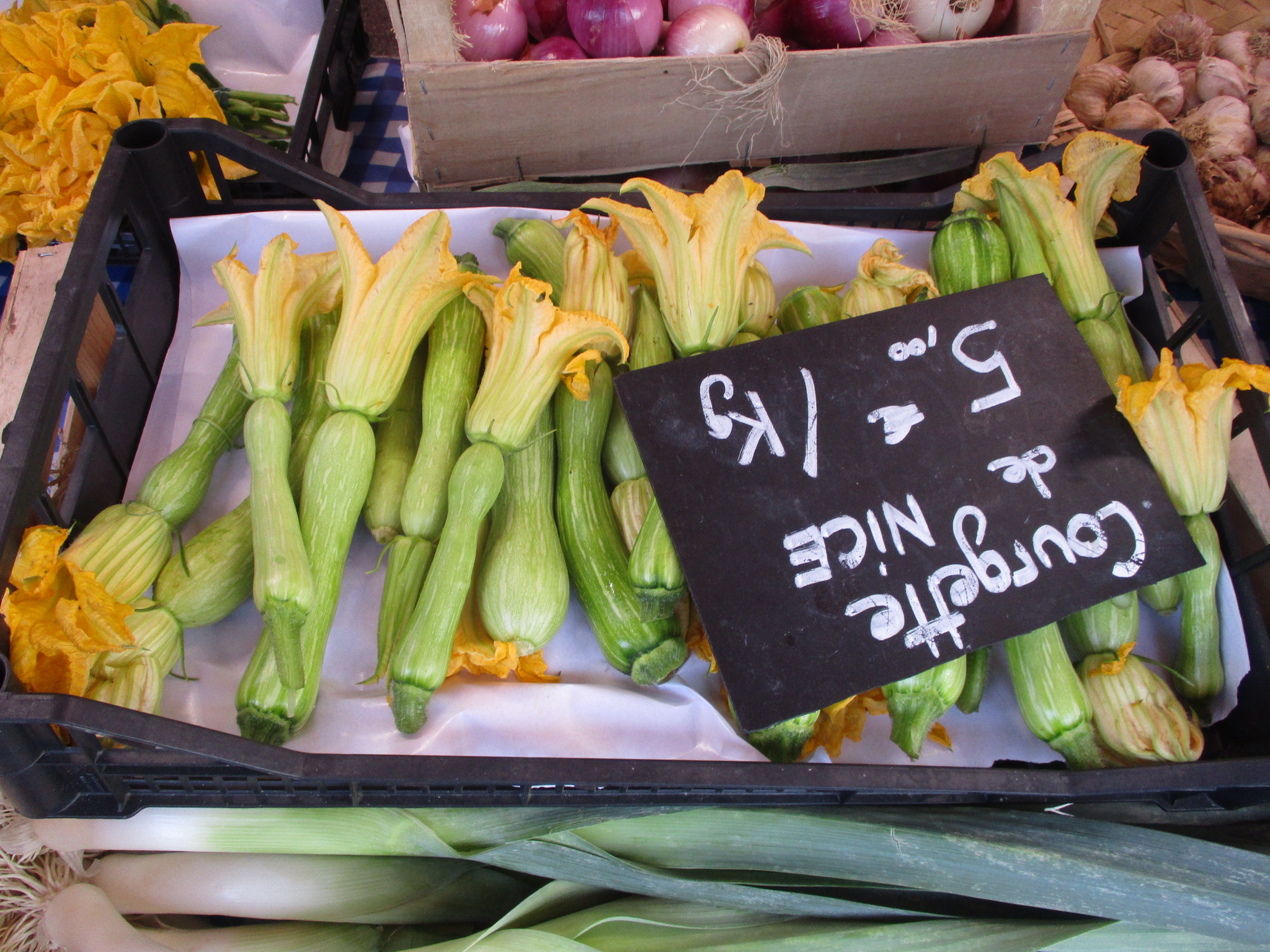
Fleurs de courgette du marché de Nice
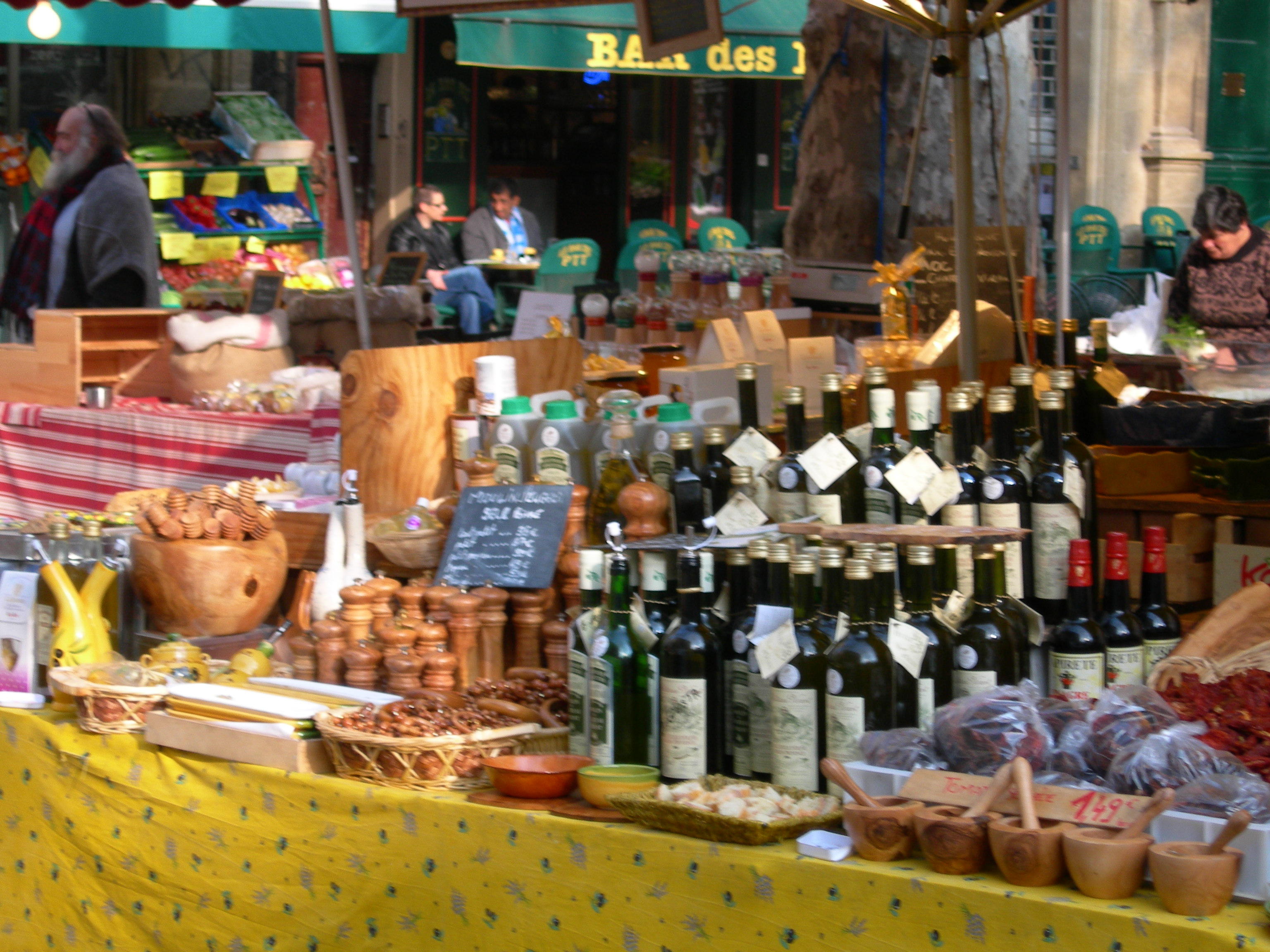
Huile d'olive d'Aix-en-Provence
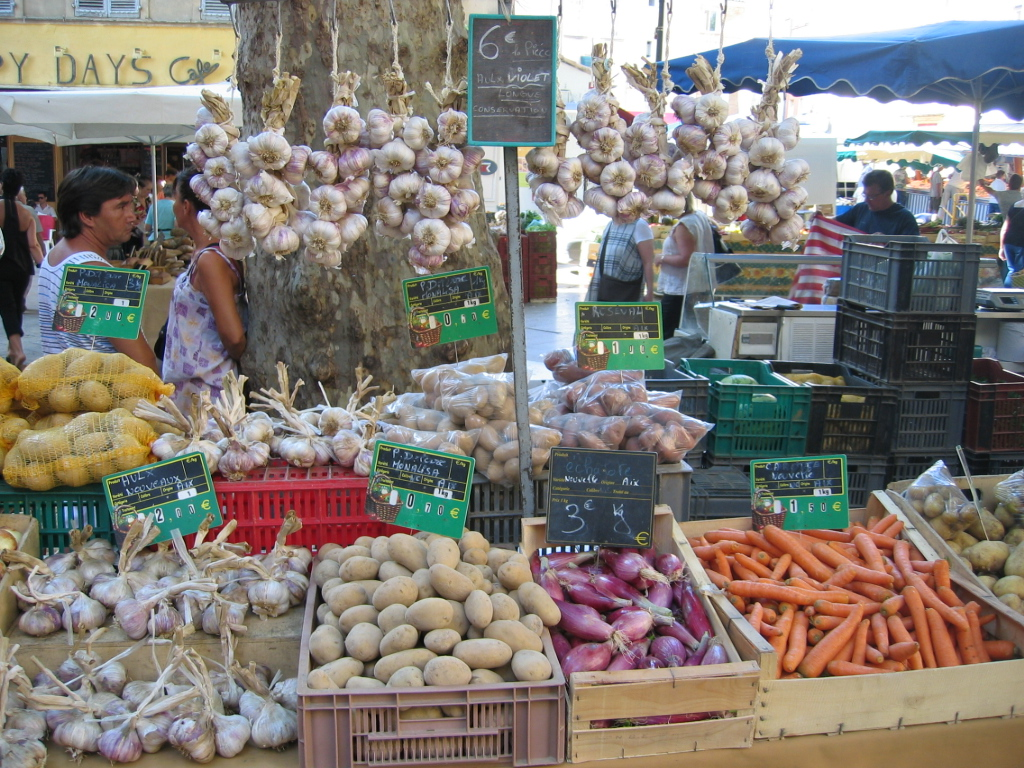
Aulx et légumes du marché d'Aix-en-Provence
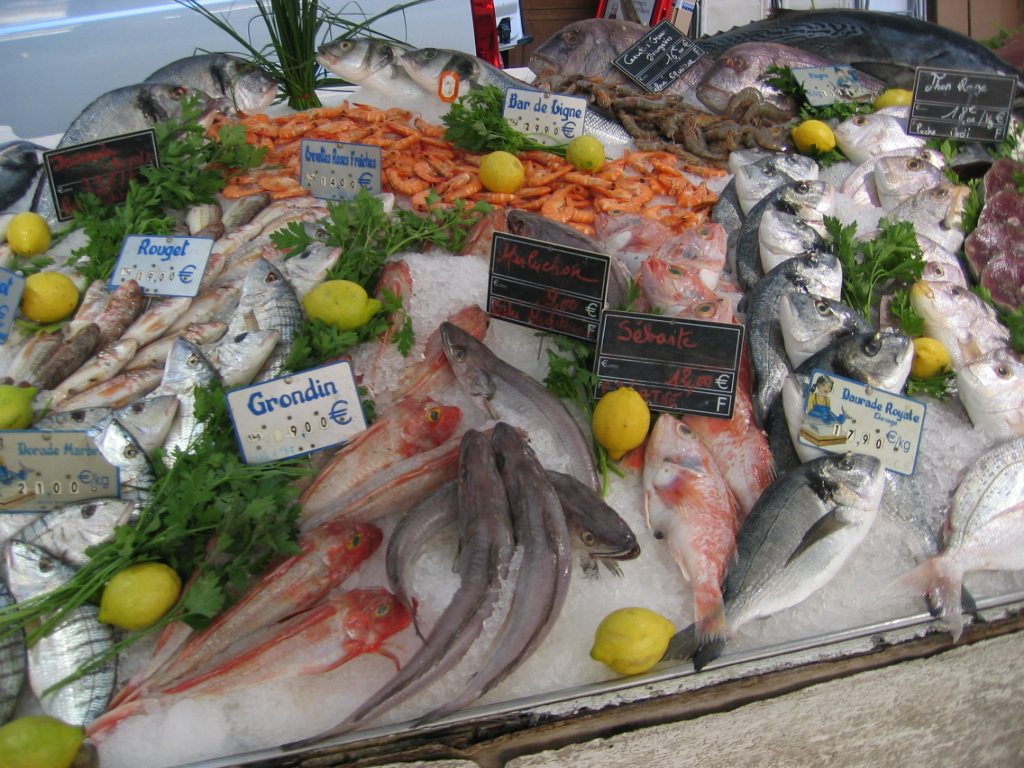
Poissons du marché d'Aix-en-Provence
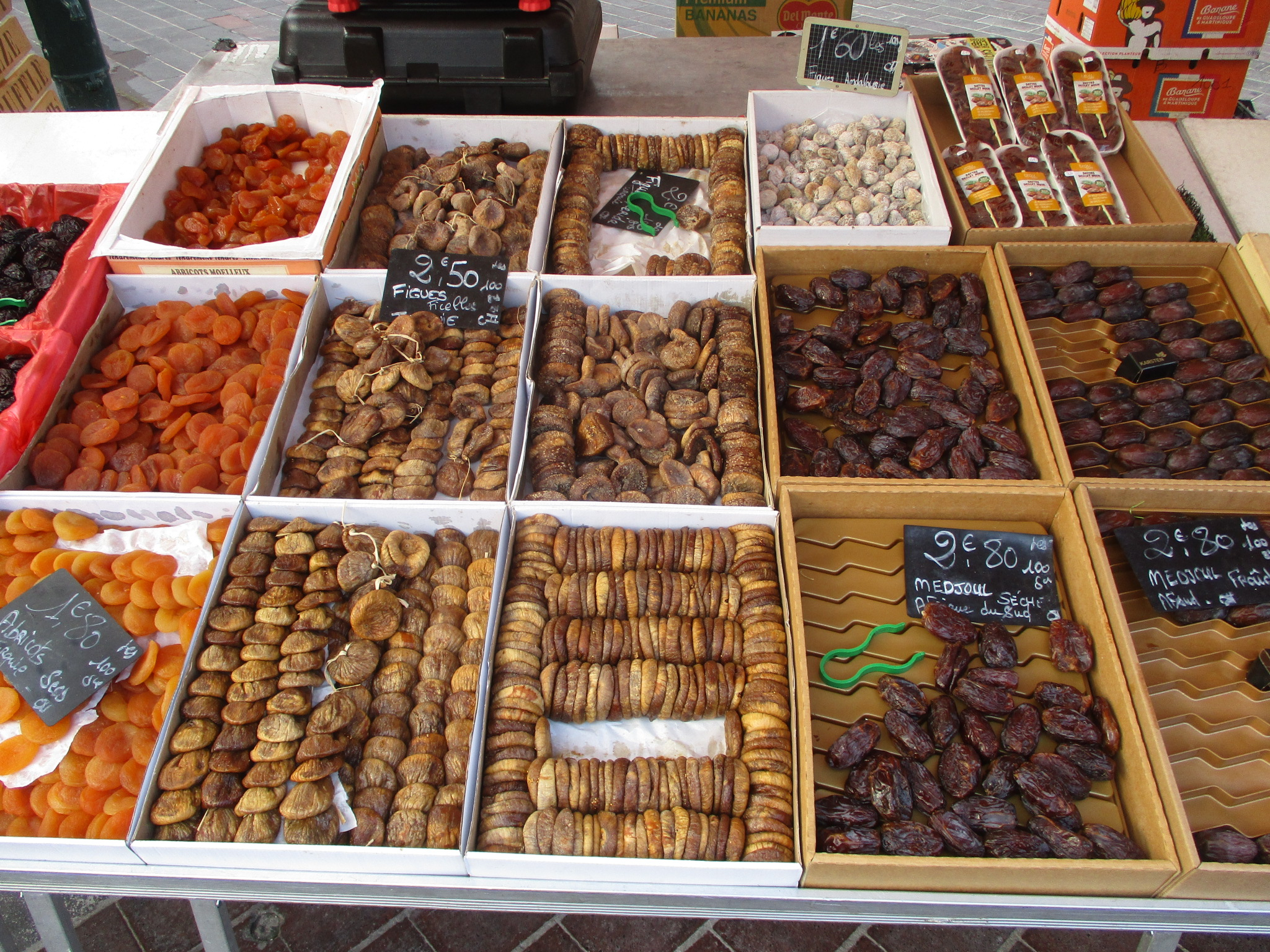
Fruits séchés du marché de Nice
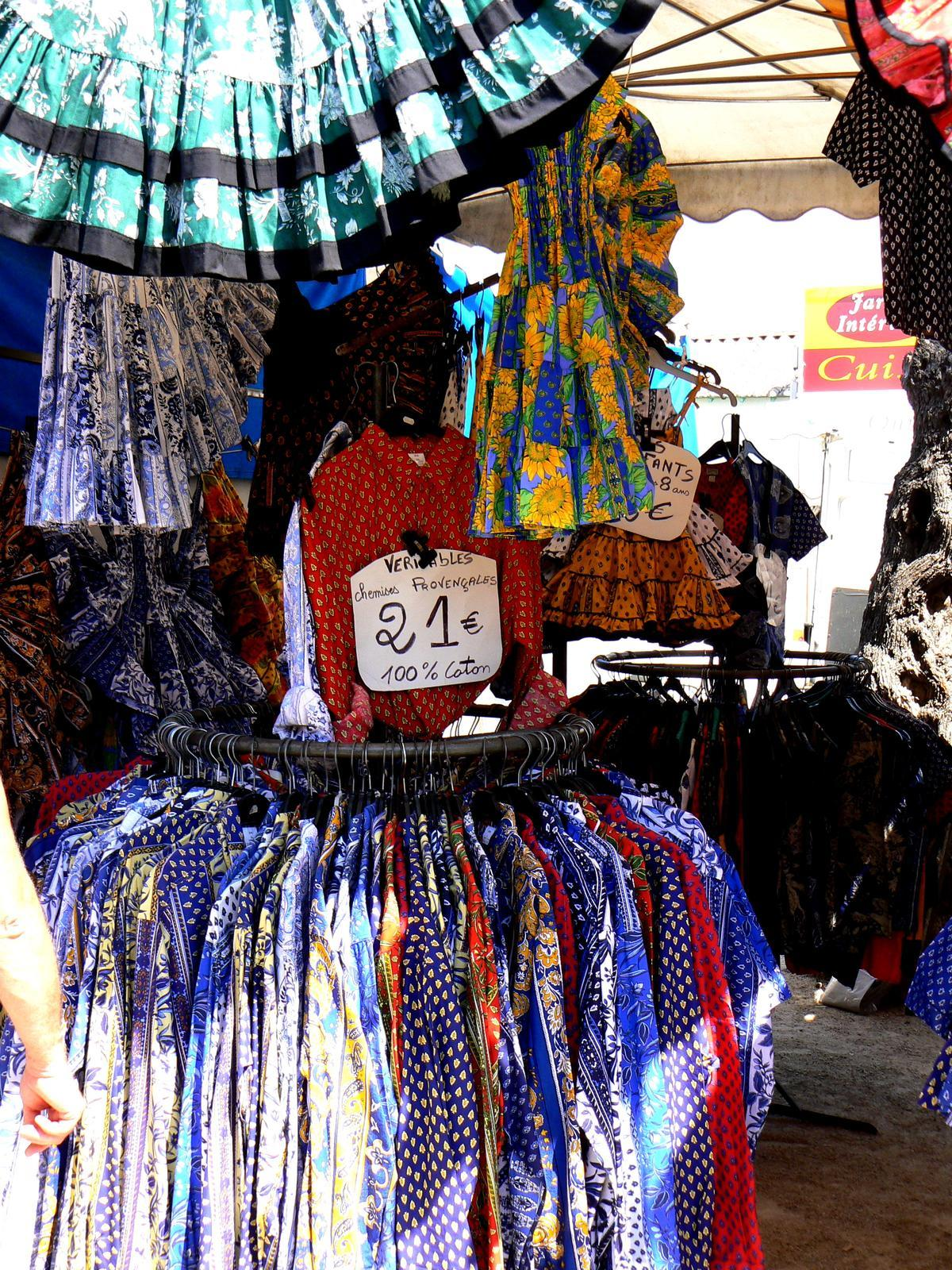
Chemises provençales aux Saintes-Maries-de-la-Mer

L’explosion du tourisme de masse, au cours du XXe siècle a fait découvrir et aimer cette farandole de couleurs et cette ribambelle d’odeurs qu’offrent les fruits et légumes locaux ainsi que les épices et les herbes de Provence.

## Des marchés animés
Pour promouvoir les marchés de Provence, les commerçants non sédentaires de la région PACA ont créé une association en 1990. Ce Comité Permanent pour la Promotion des Marchés Provence Alpes Côte d’Azur (CPPM), outre la promotion, édite chaque année un document, tiré à 100 000 exemplaires, intitulé La Route des Marchés en Provence qui répertorie tous les jours de marchés et principales dates de foire. 

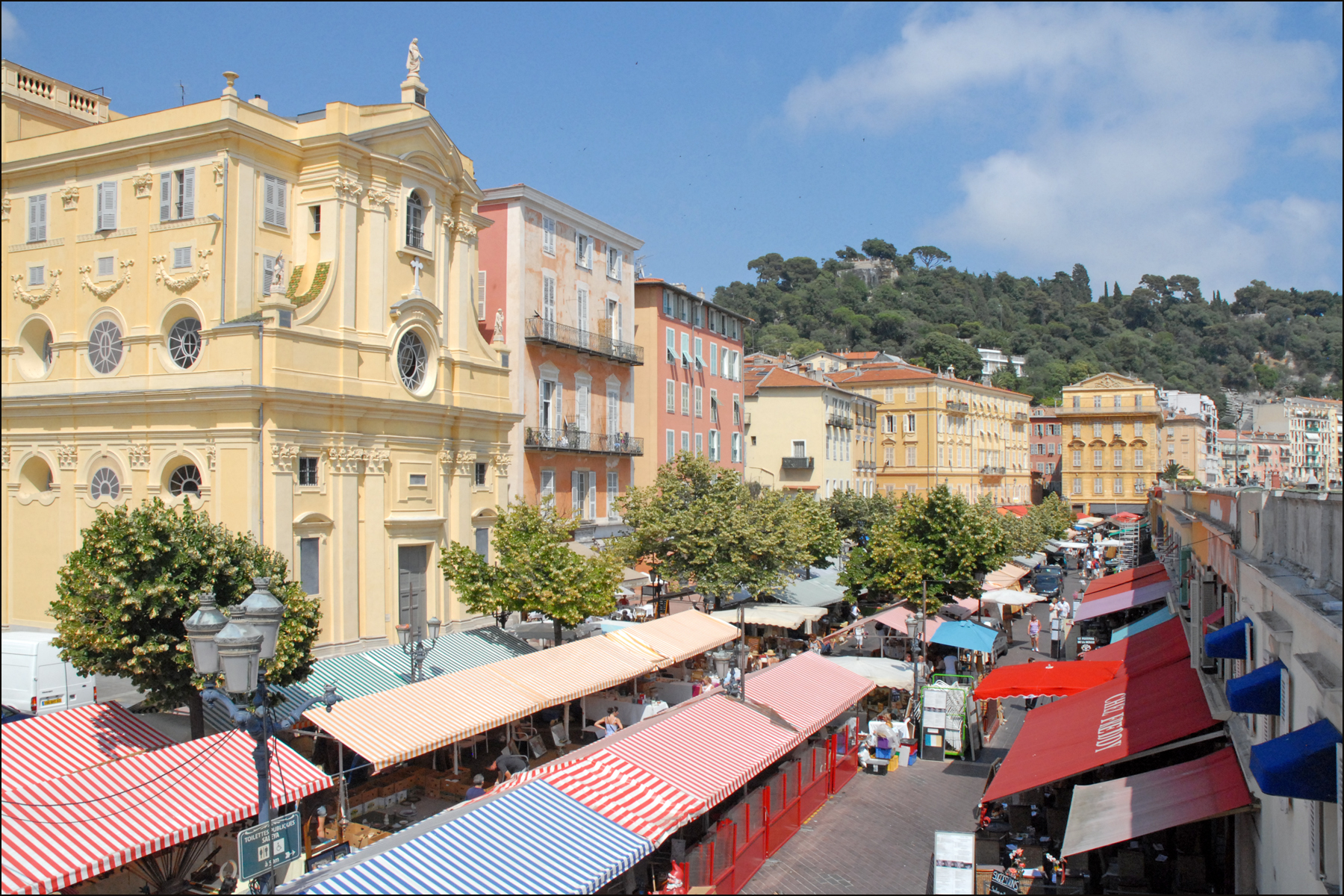
Marché du Cours Saleya de Nice
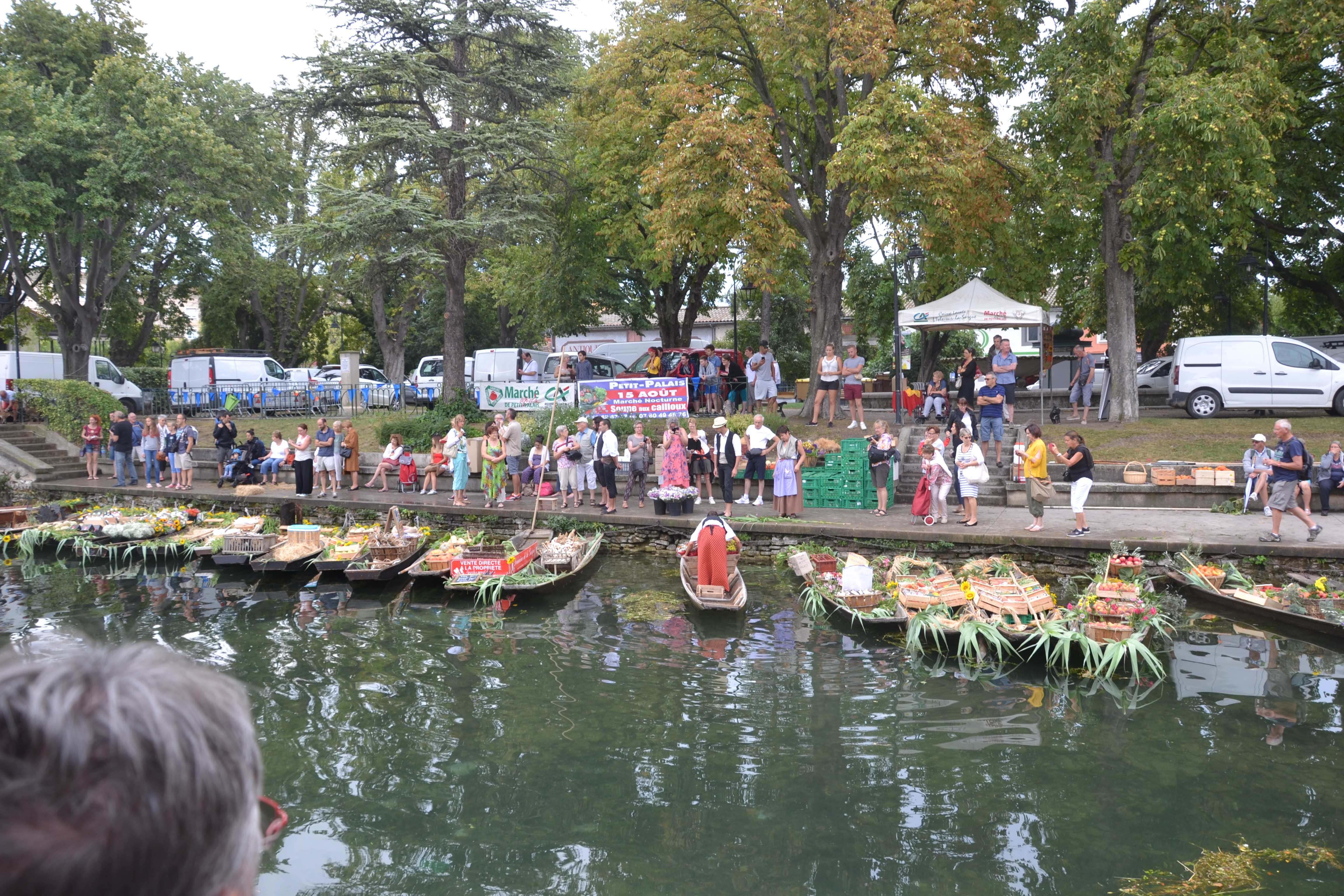
Marché flottant du marché de L'Isle-sur-la-Sorgue
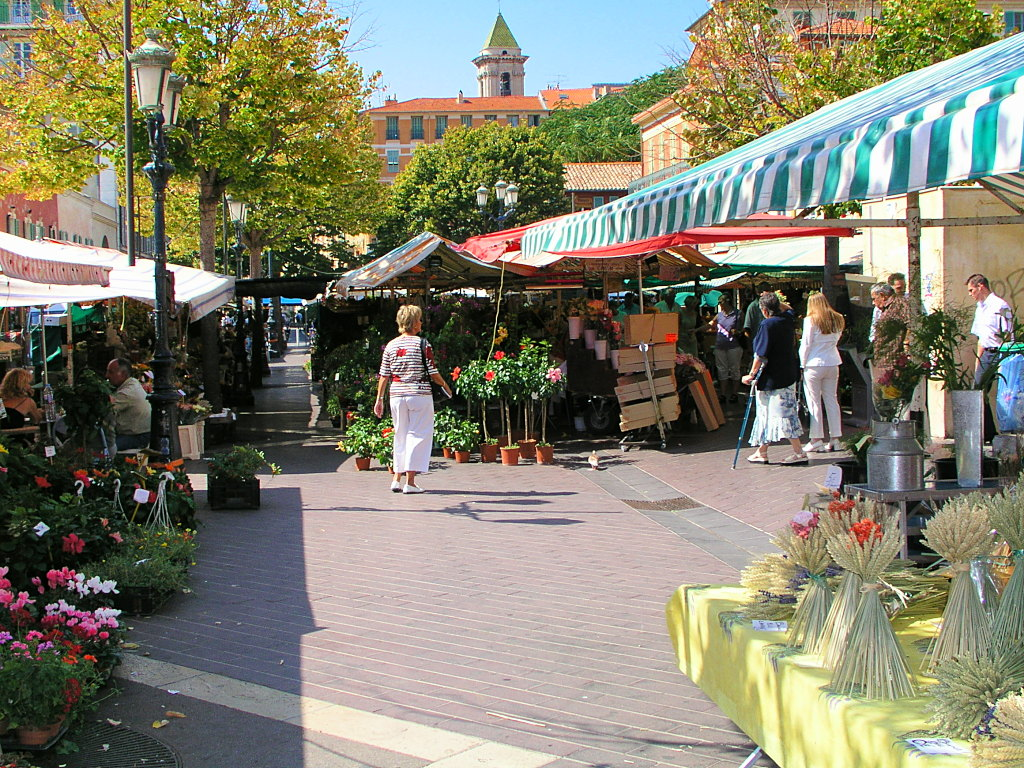
Marché aux fleurs du Cours Saleya de Nice
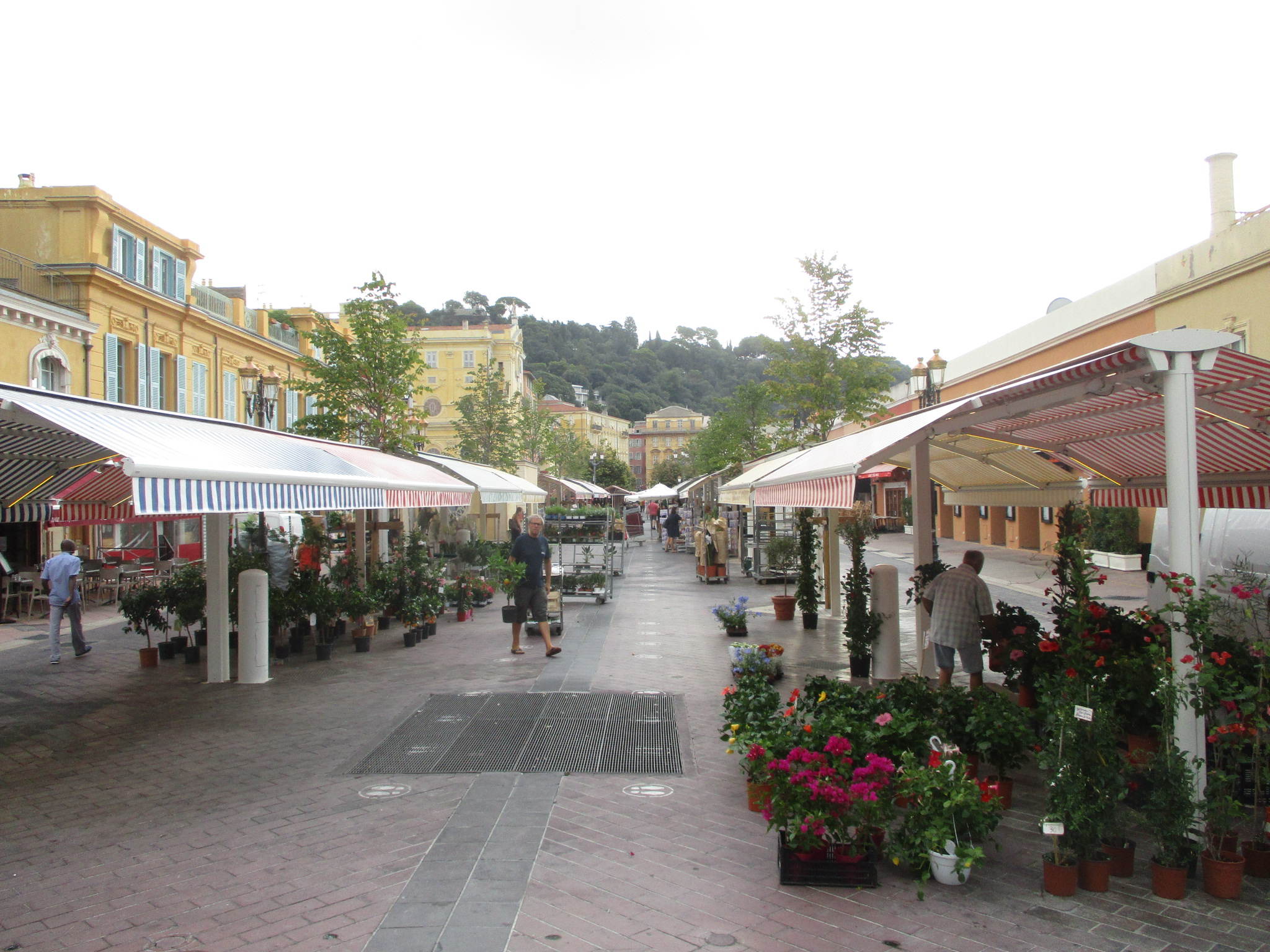
Marché aux fleurs du Cours Saleya de Nice
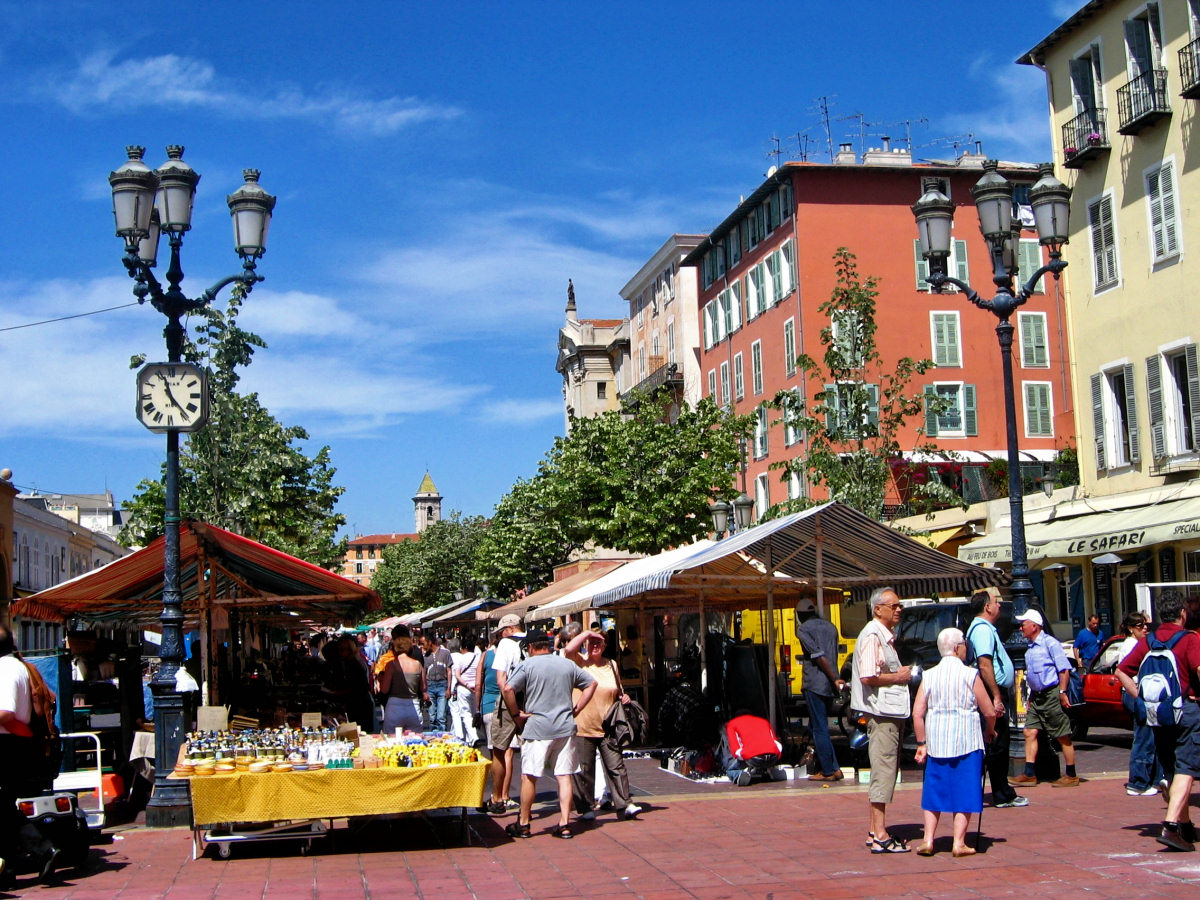
Nice
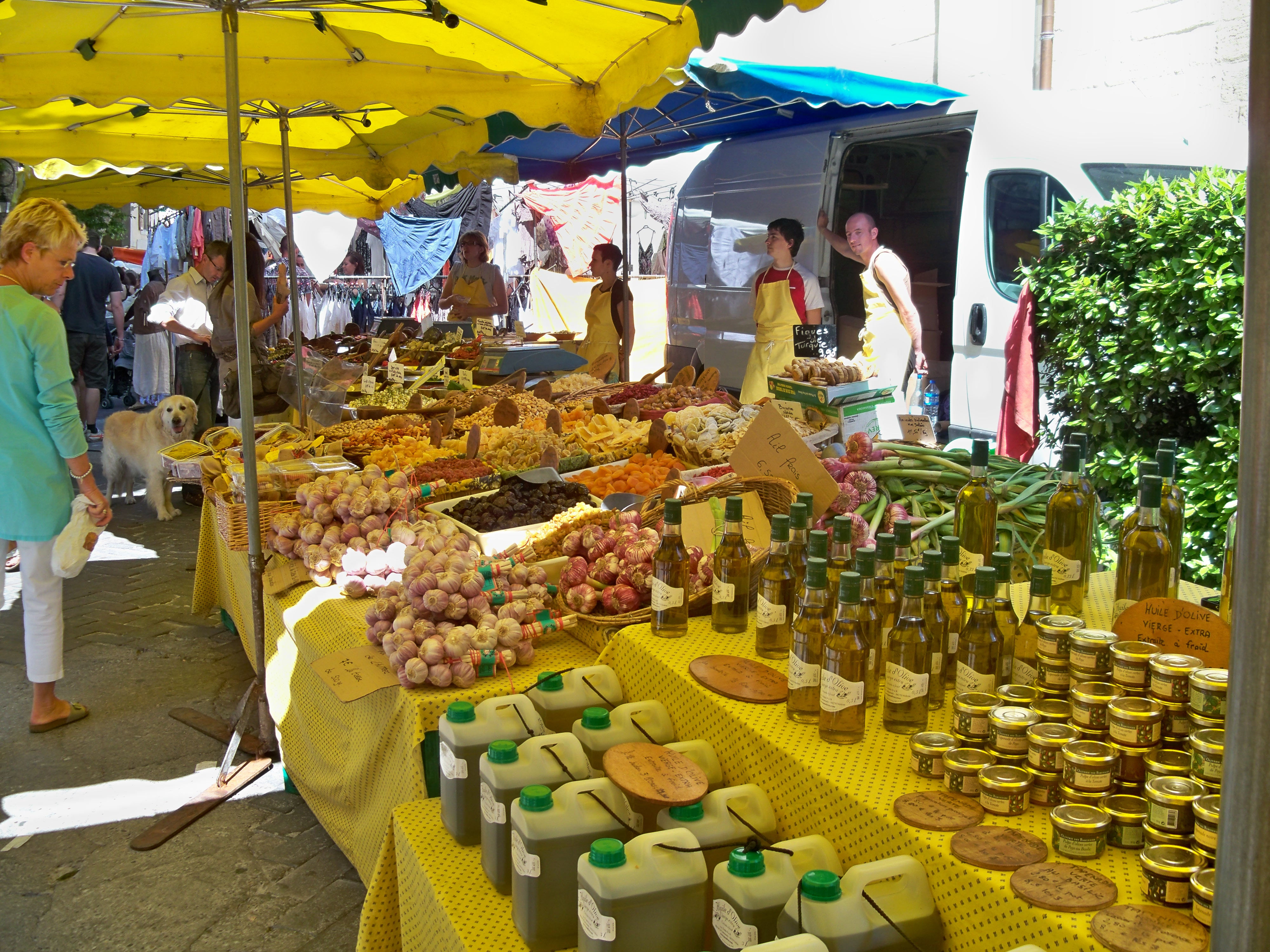
L'Isle sur la Sorgue
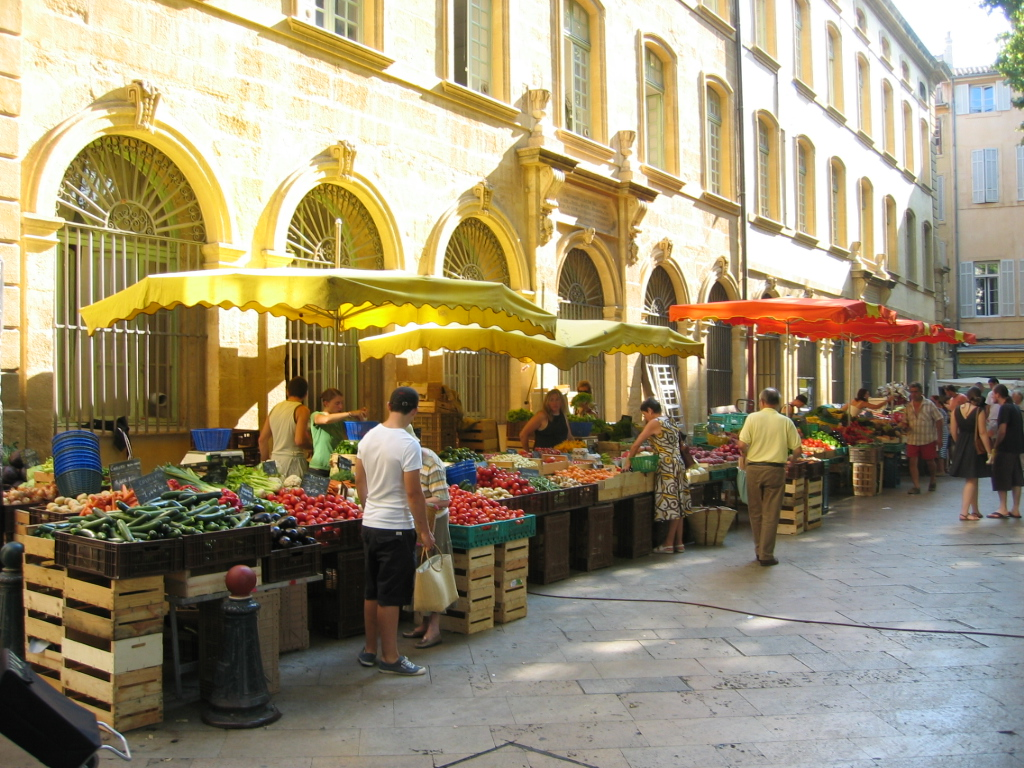
Aix-en-Provence
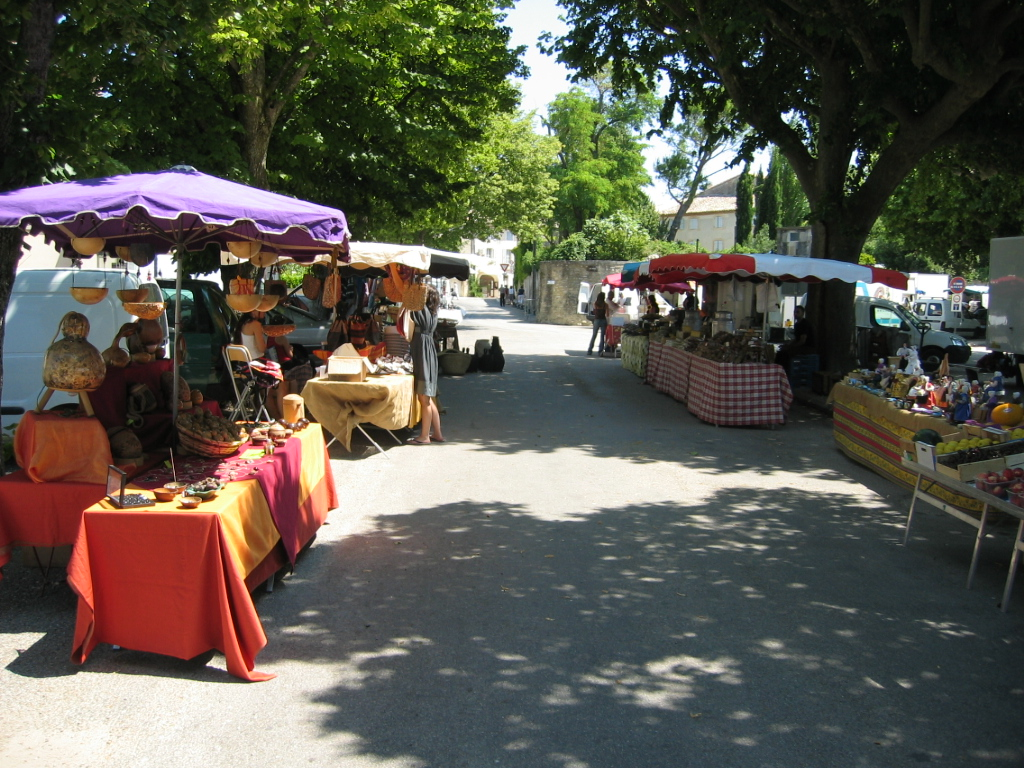
Grignan
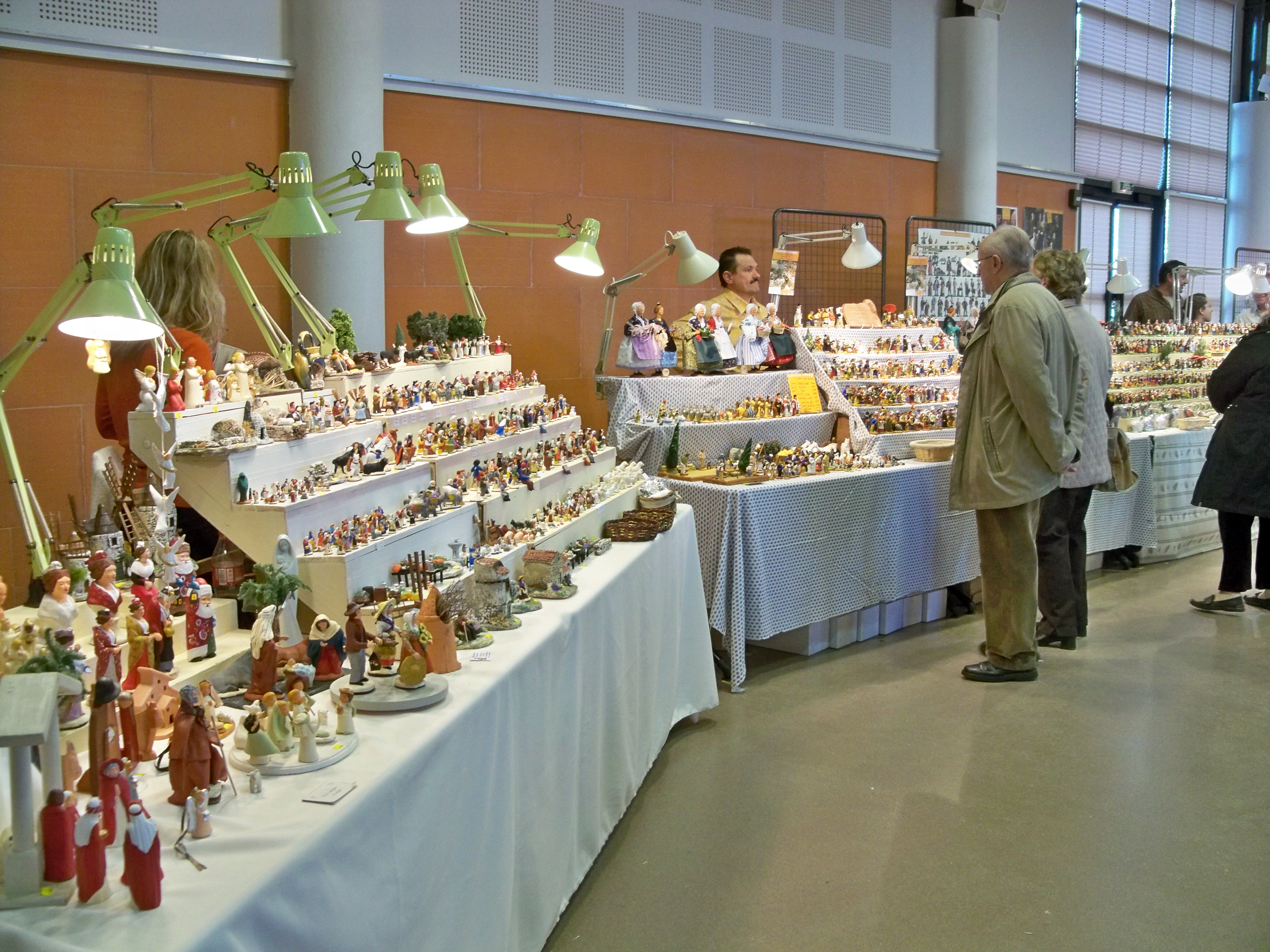
Foire aux santons à Fontvieille
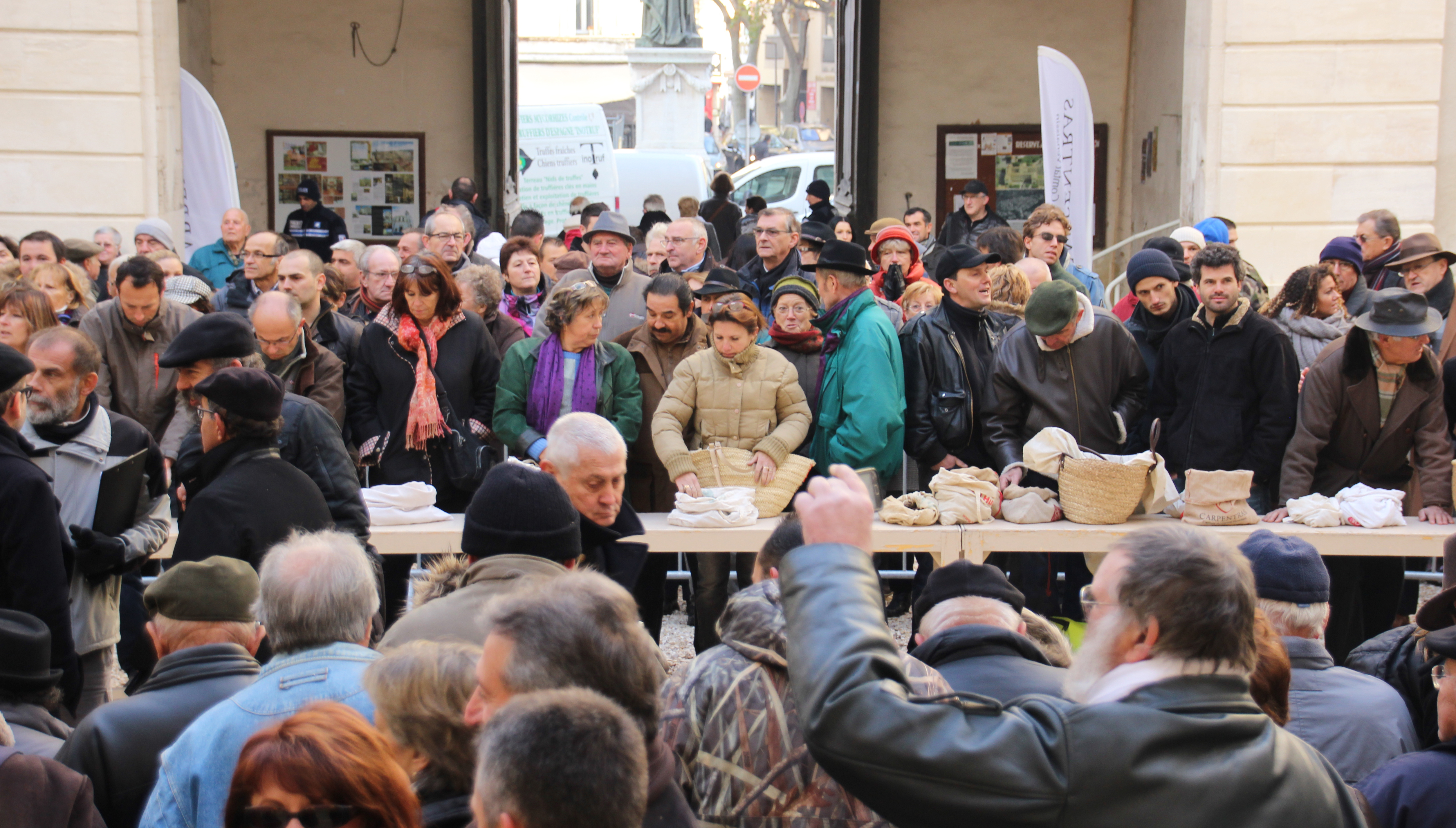
Marché aux truffes de Carpentras

Une des plus belles réussites du Comité Permanent pour la Promotion des Marchés Provence Alpes Côte d’Azur a eu lieu en août 2010, pour le 20e anniversaire des Choralies. En association avec Vins en fêtes de la vallée du Rhône, la Chorale des côtes-du-rhône et la municipalité de Vaison-la-Romaine, il a été proposé l'alliance de l'auditif et du gustatif, dans le cadre d'une dégustation des produits du marché, accompagnée des vins AOC de la vallée du Rhône, alors que  la Chorale interprétait des airs de son répertoire bachique et vigneron.

## Période estivale
L’été, période traditionnelle de vacances, permet de s’approvisionner en tomates, poivrons, salades, olives vertes et noires, oignons, aulx, abricots, pêches, figues, raisins, etc. Sans oublier des productions locales, comme le melon de Cavaillon, les fruits confits d'Apt, les calissons d'Aix, le nougat de Sault, les fraises de Carpentras ou les poissons des côtes de Provence méditerranéenne... 

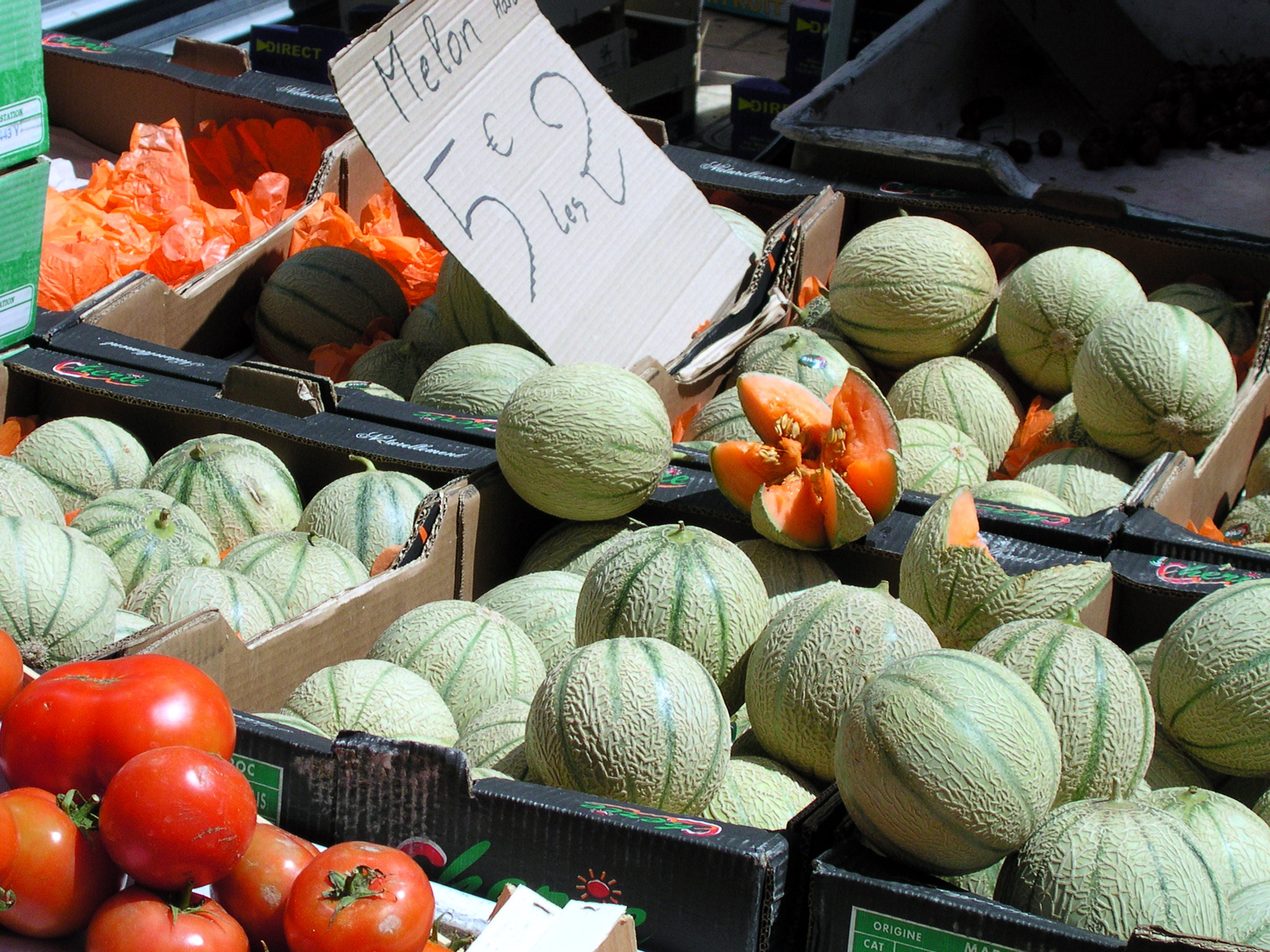
Melon de Cavaillon
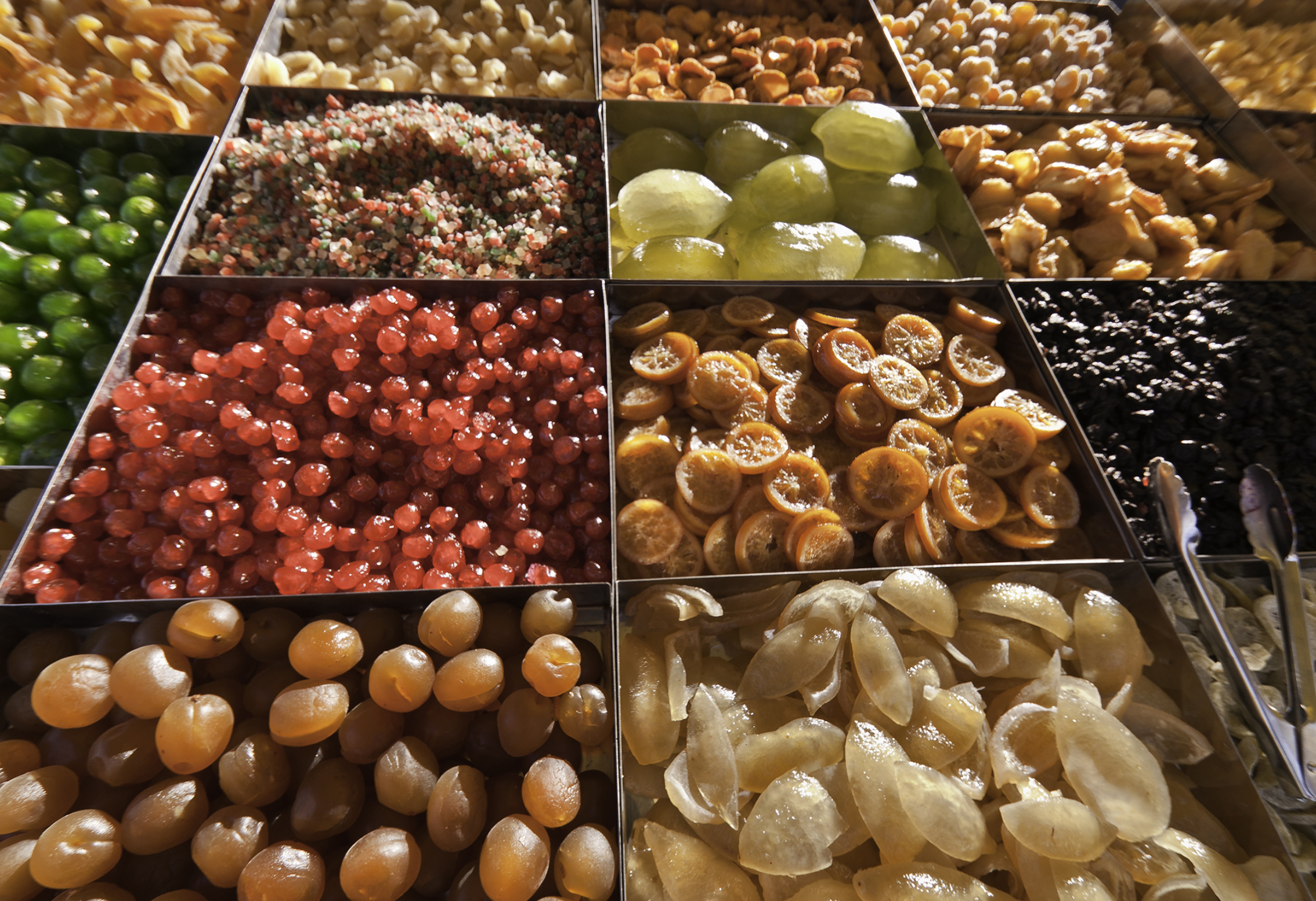
Fruits confits d'Apt
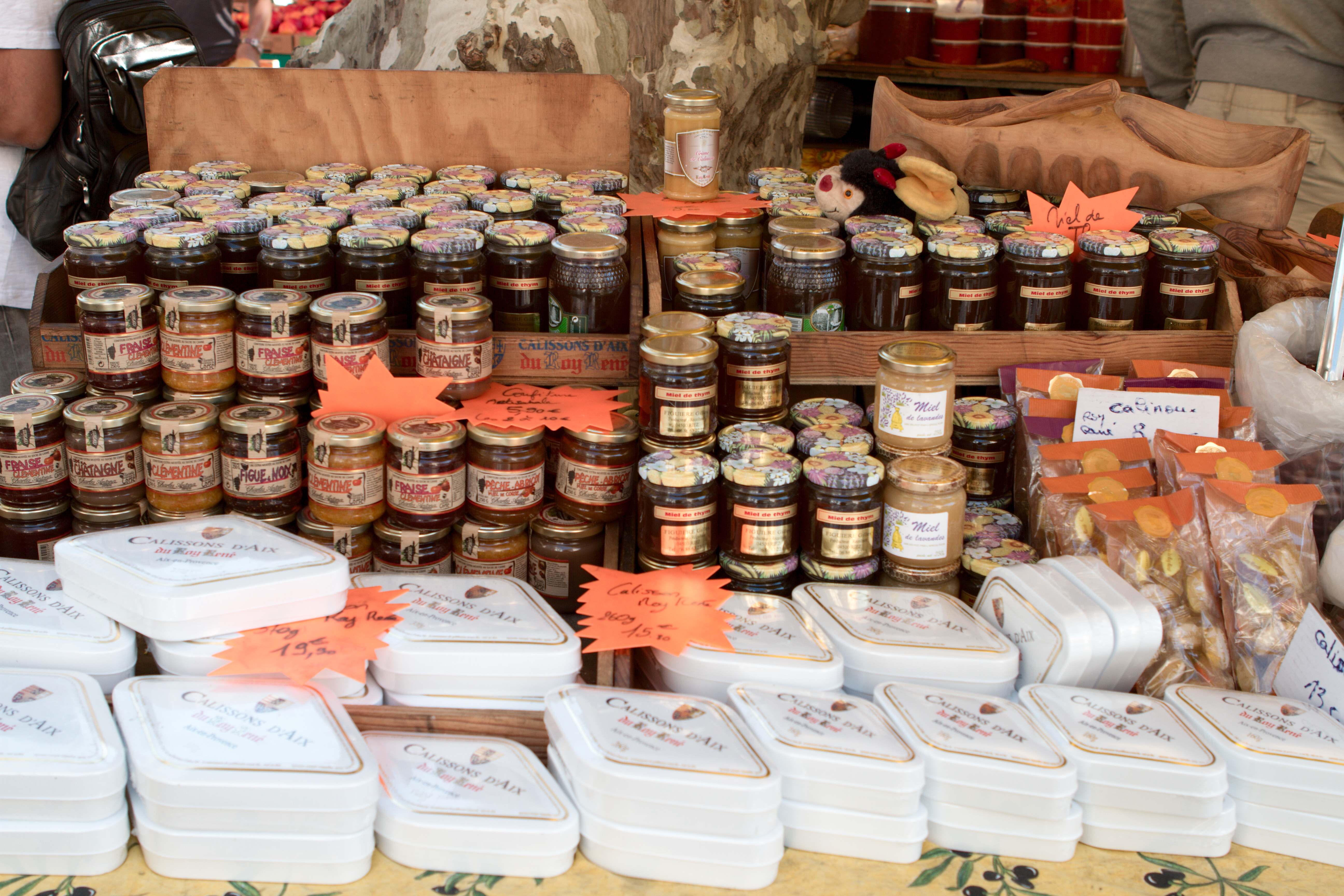
Calissons d'Aix-en-Provence
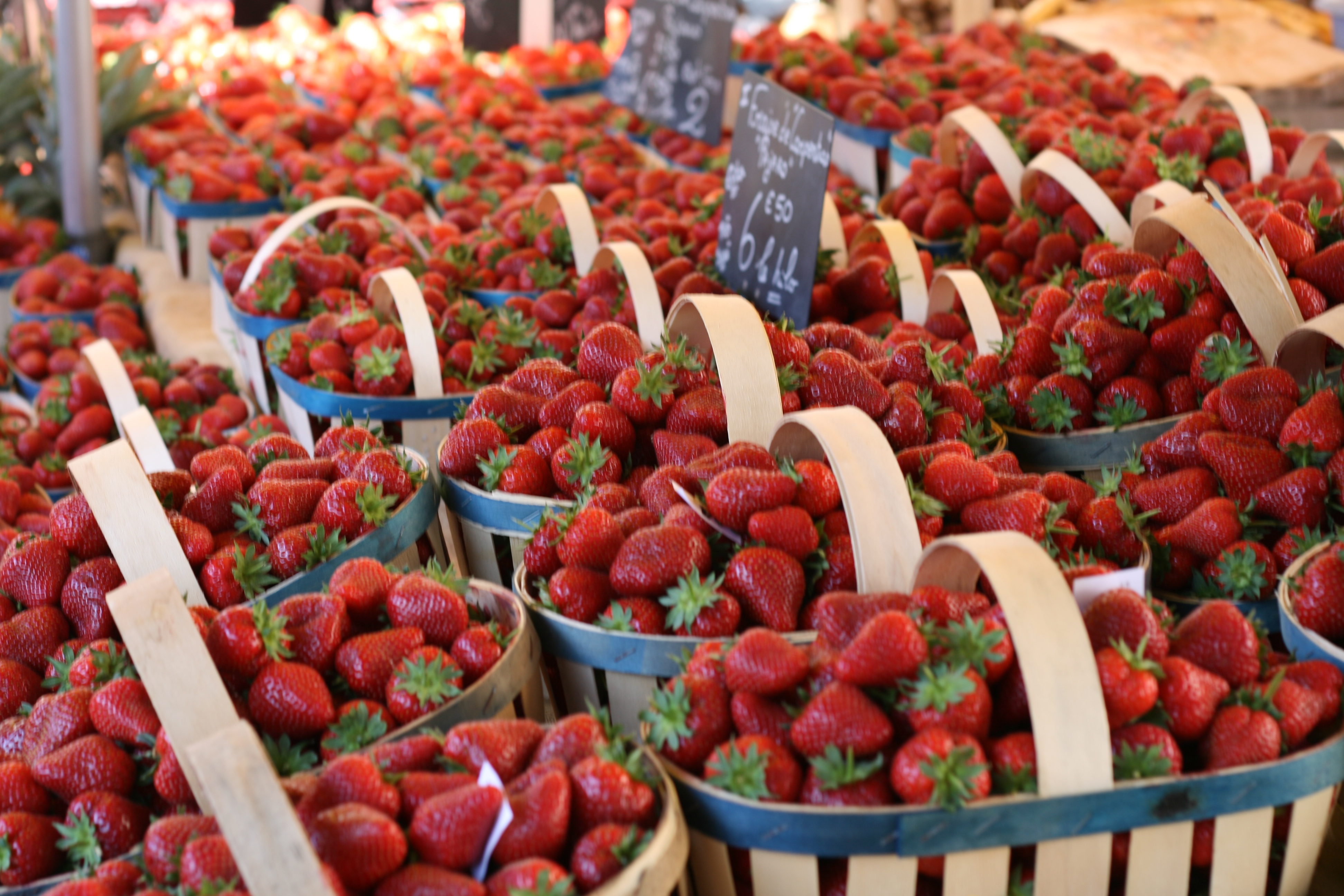
Fraise de Carpentras
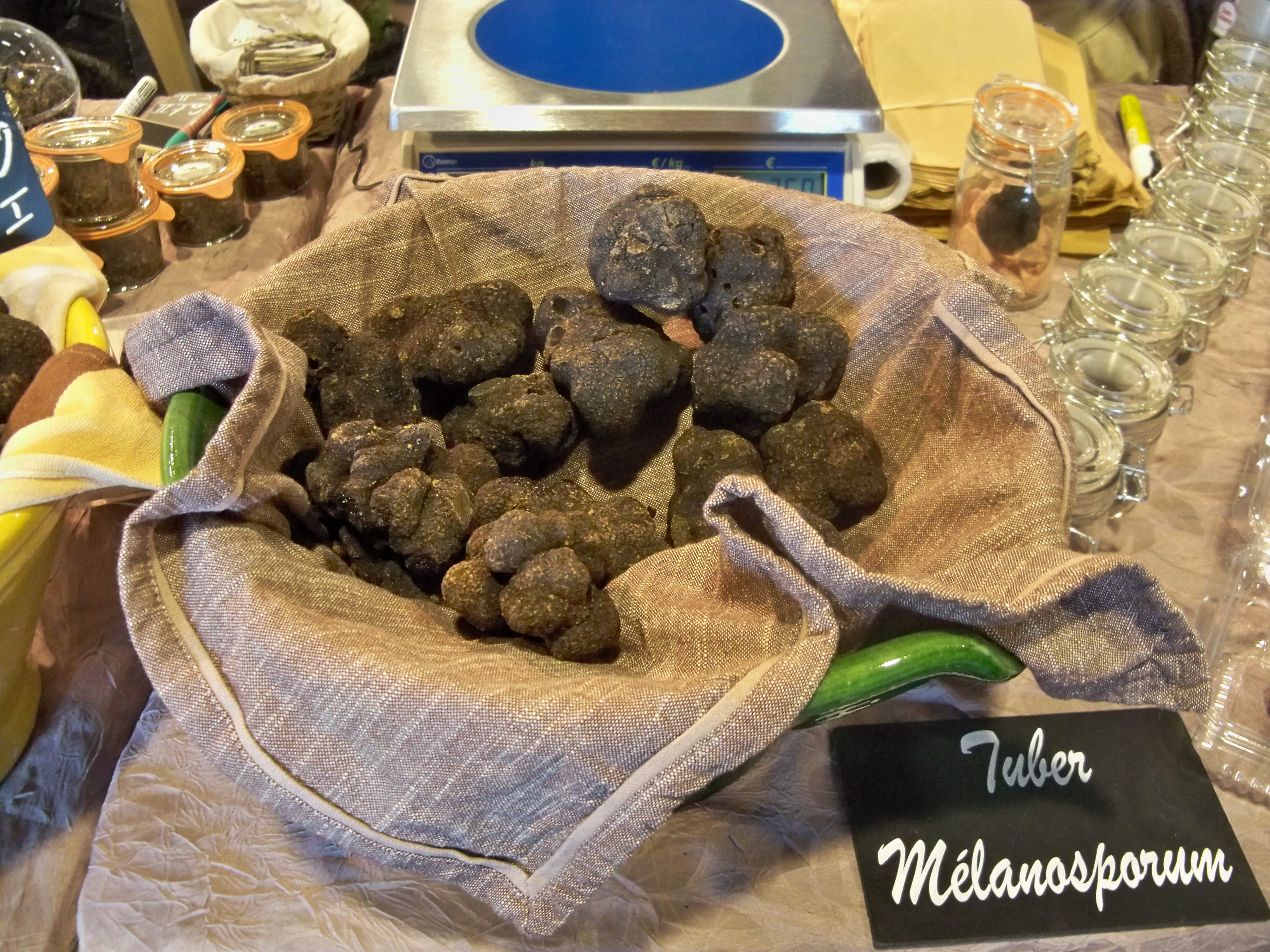
Marché aux truffes de Carpentras

À cette production fruitière et légumière s’ajoute une production de type artisanale grâce aux étals de tissus colorés, dont les nappes, les serviettes, les sets de table, ainsi que couvre-lits, coussins, boutis et tissu au mètre. L’art de la table reste toujours présent avec des artisans locaux qui offrent de la faïence et de la poterie provençales sous forme d'assiettes, plats, saladiers, brocs, huilier, salière, poivrière, etc. 

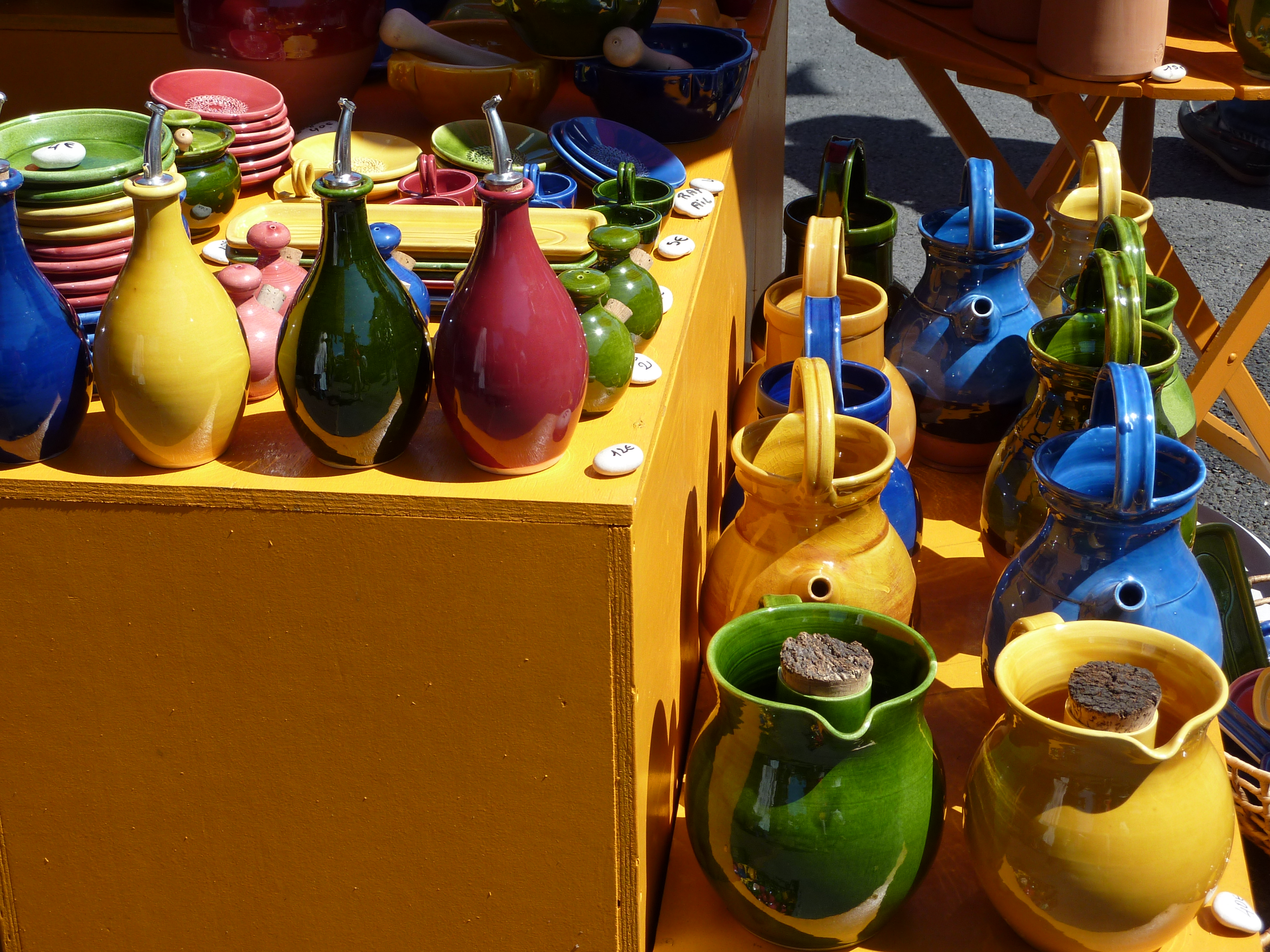
Terre cuite provençale d'Aubagne
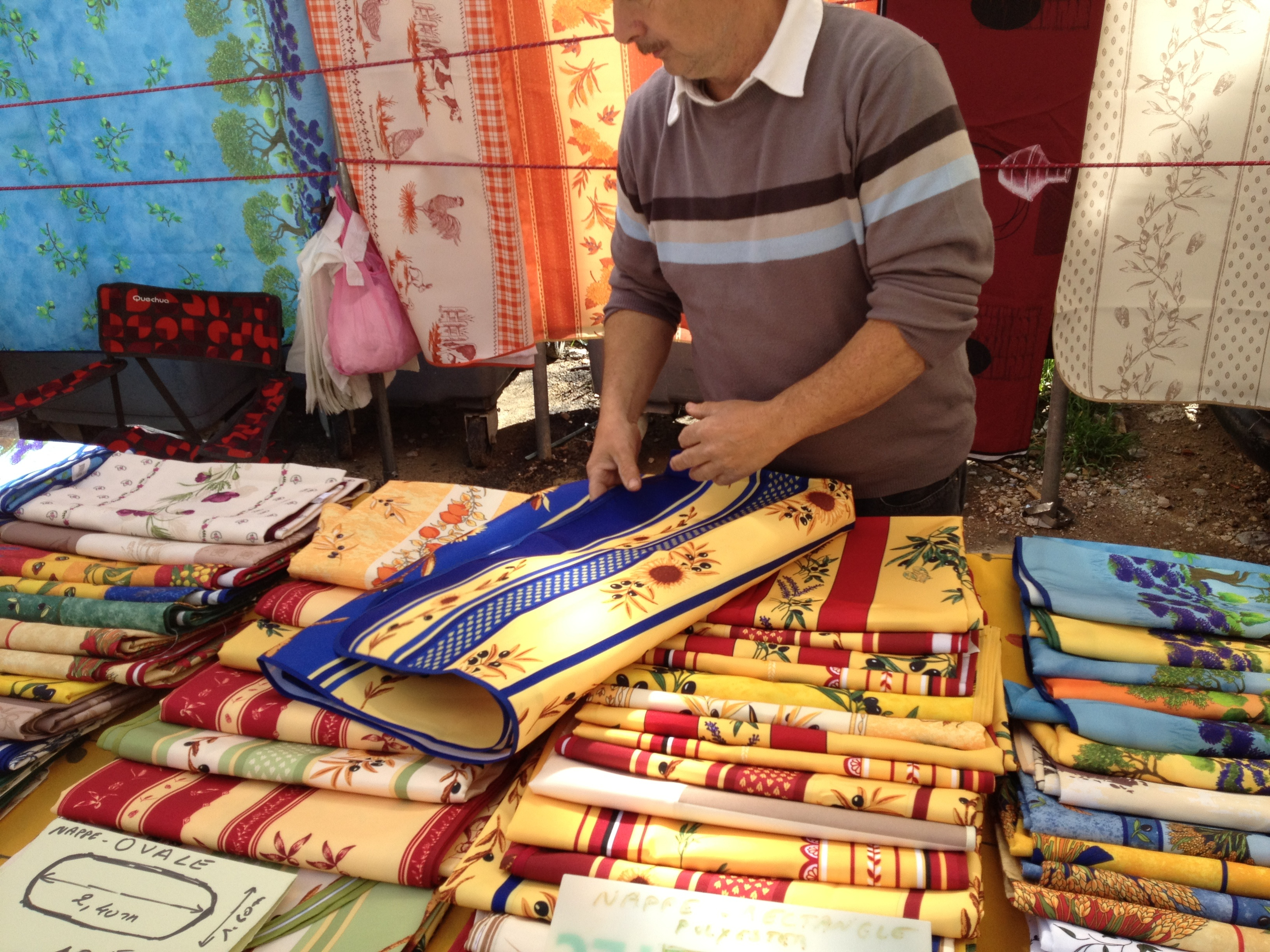
Nappes provençales à Malaucène
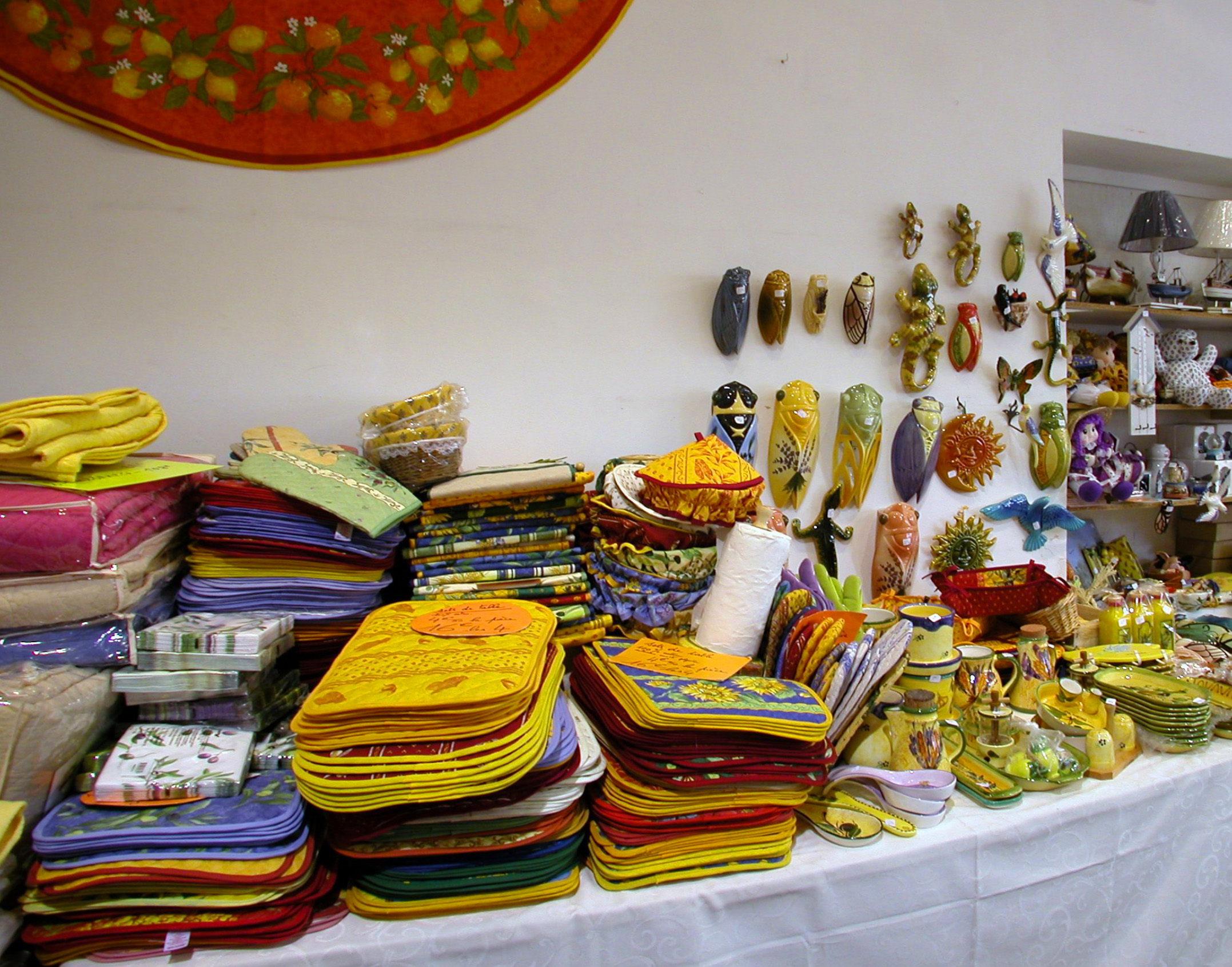
Services de table à la Londe-des-Maures
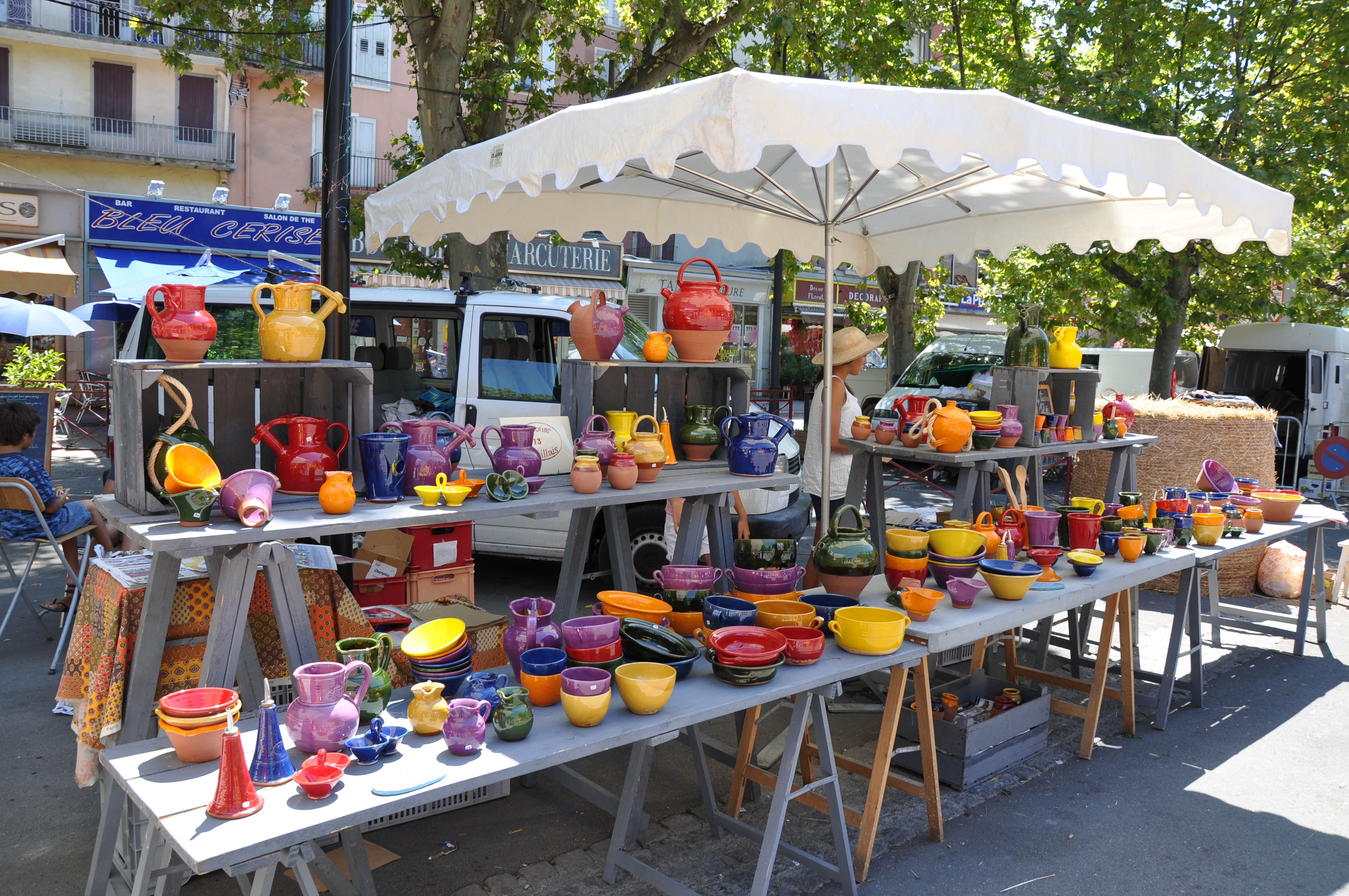
Terre cuite provençale de Digne-les-Bains
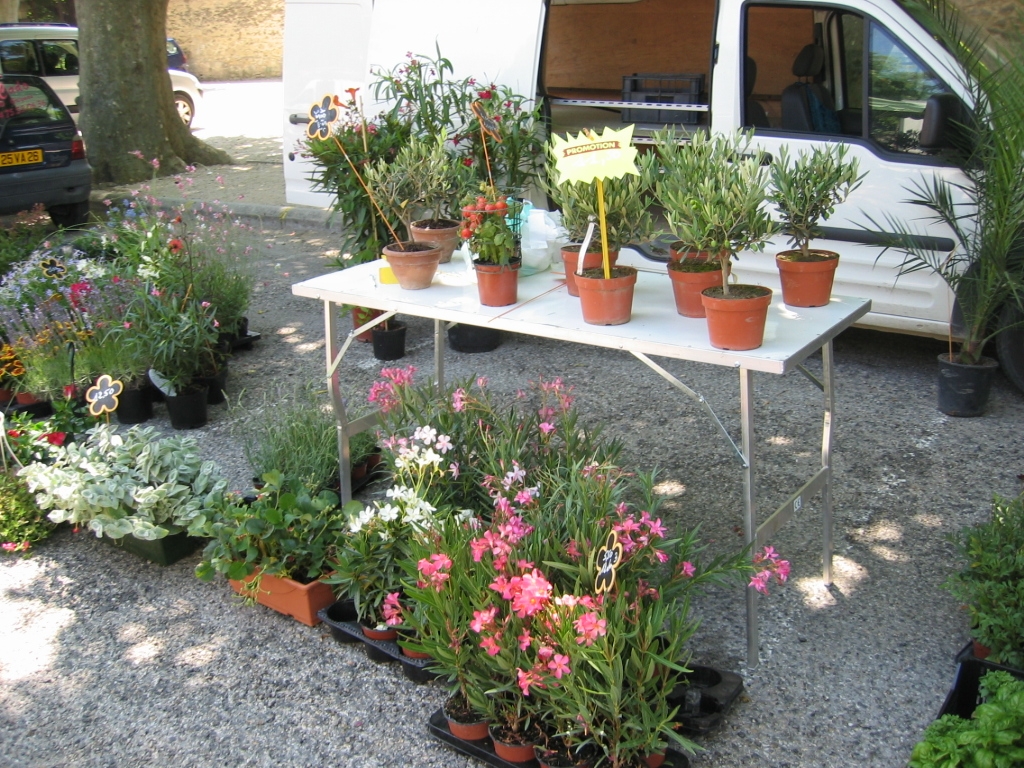
Plantes méditerranéennes, de Grignan

## Produits de terroir
Le marché provençal est riche aussi en spécialités locales, comme les huiles essentielles de lavande en Haute-Provence, fleurs sèches ou coupées, ou tous autres produits de la savonnerie et savon de Marseille. Enfin, c'est aussi l'occasion de découvrir les truffes, le miel de lavande, des sirops, des confitures, la tapenade, les olives, et huiles d’olive d’appellation, et les vins issus du vignoble de la vallée du Rhône et du vignoble de Provence. 

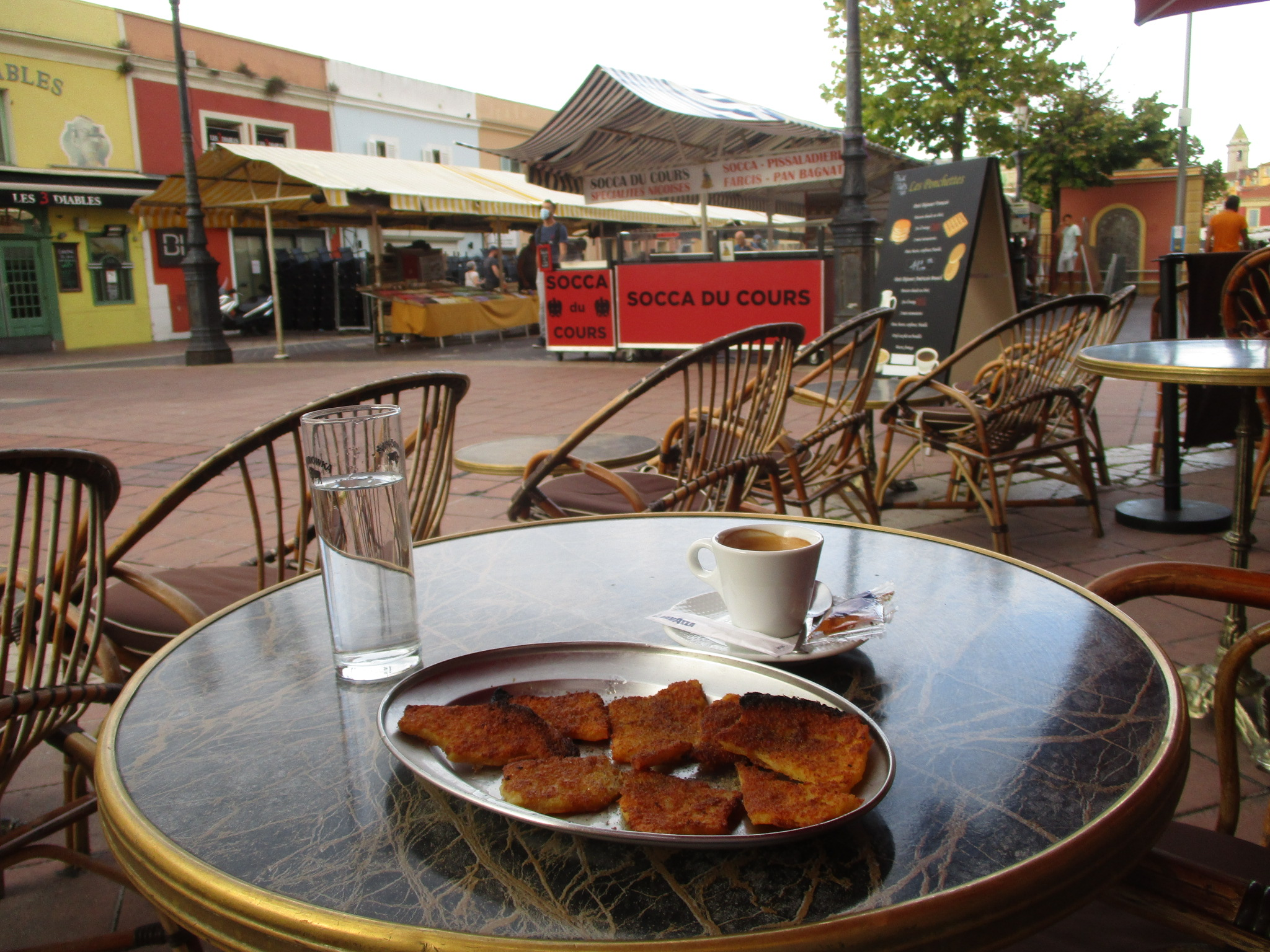
Socca du marché du cours Saleya de Nice
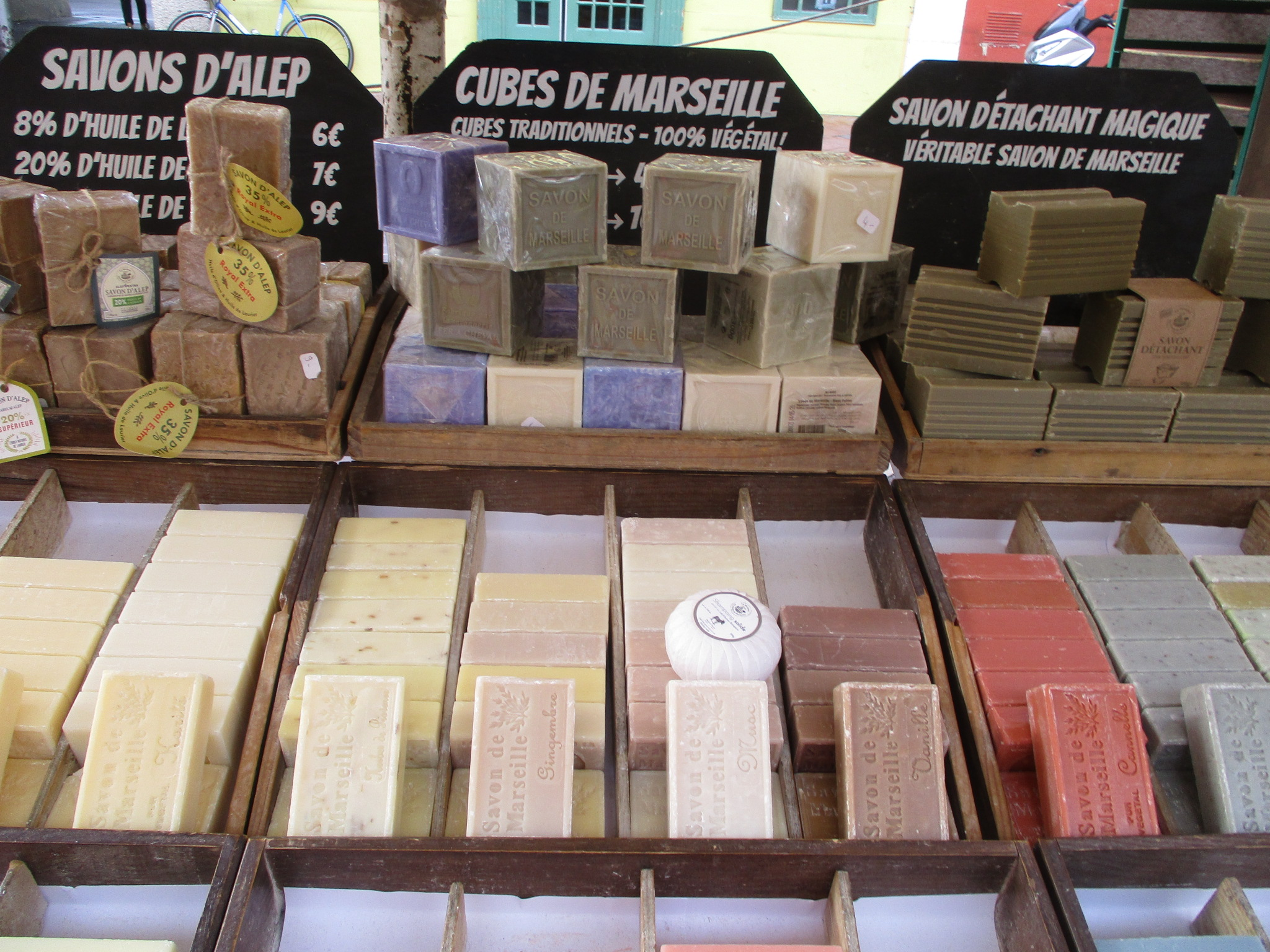
Savons parfumés de Nice
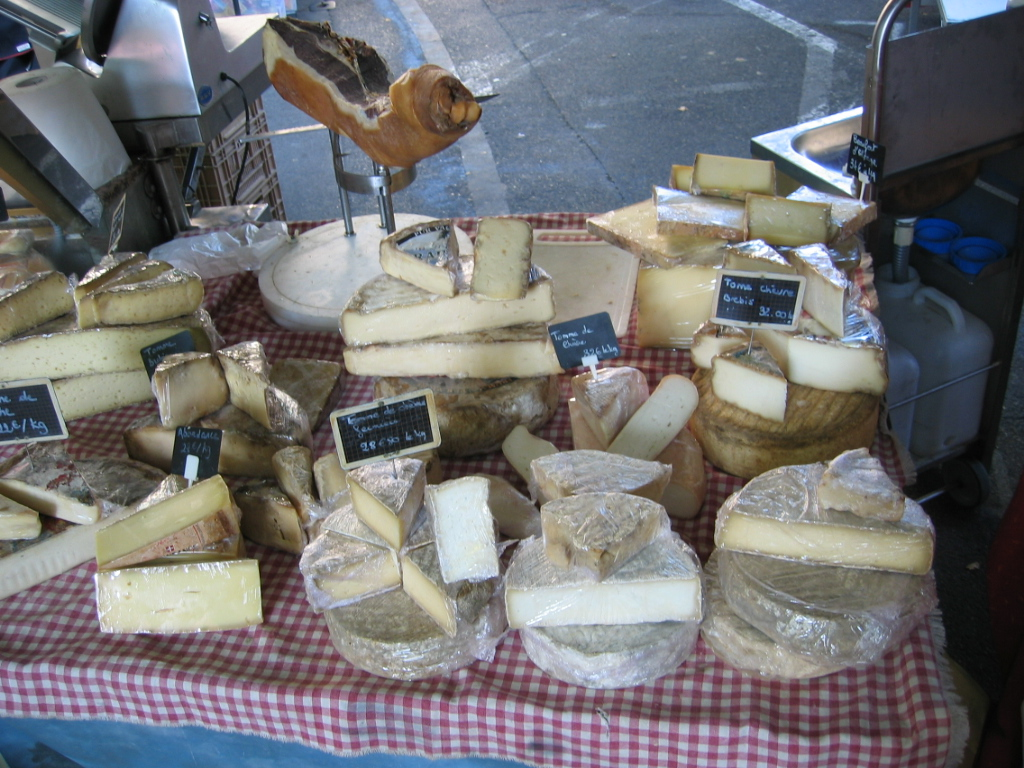
Tommes de chèvre d'Aix-en-Provence
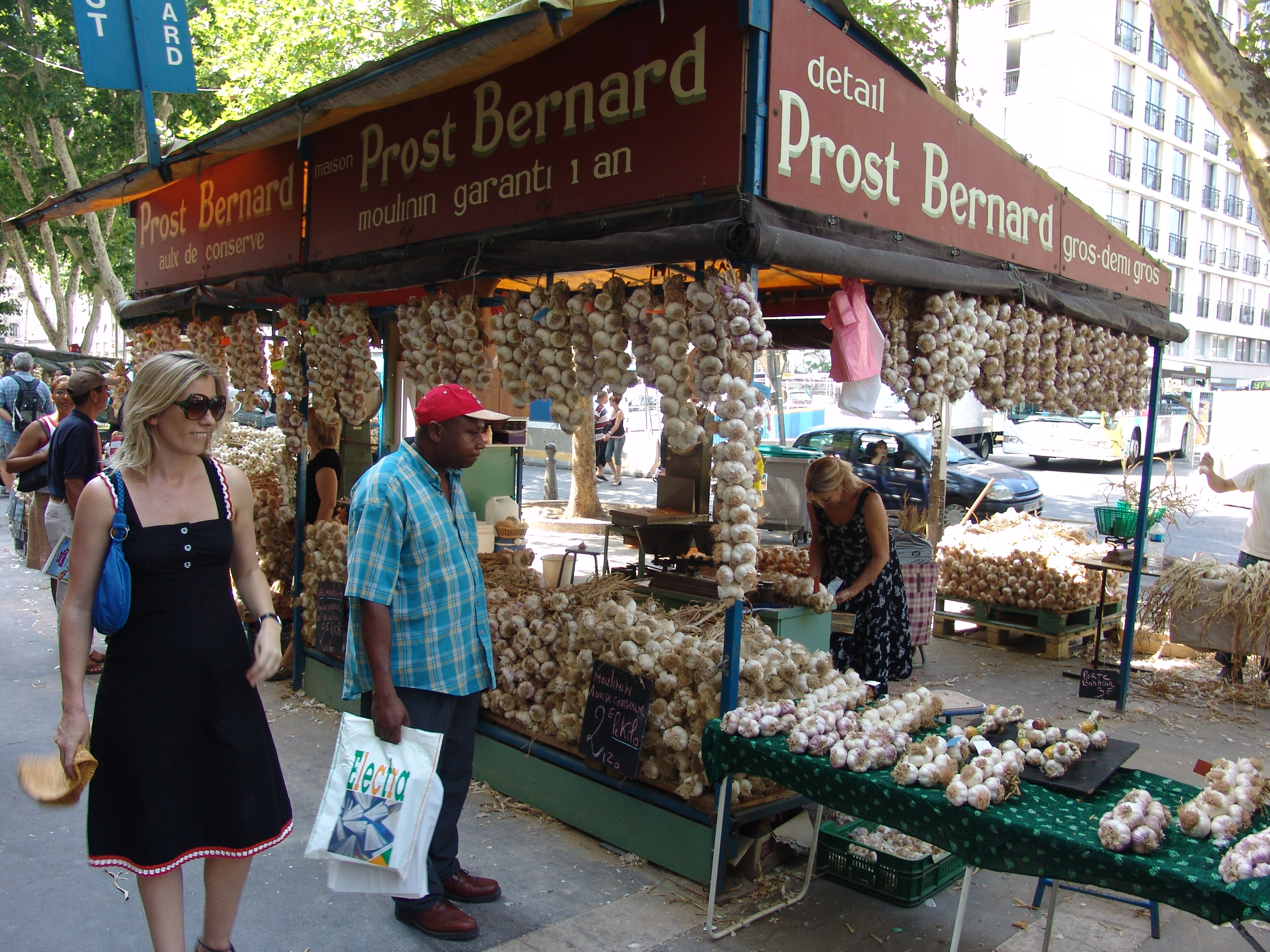
Foire à l'ail et aux taraïettes de Marseille
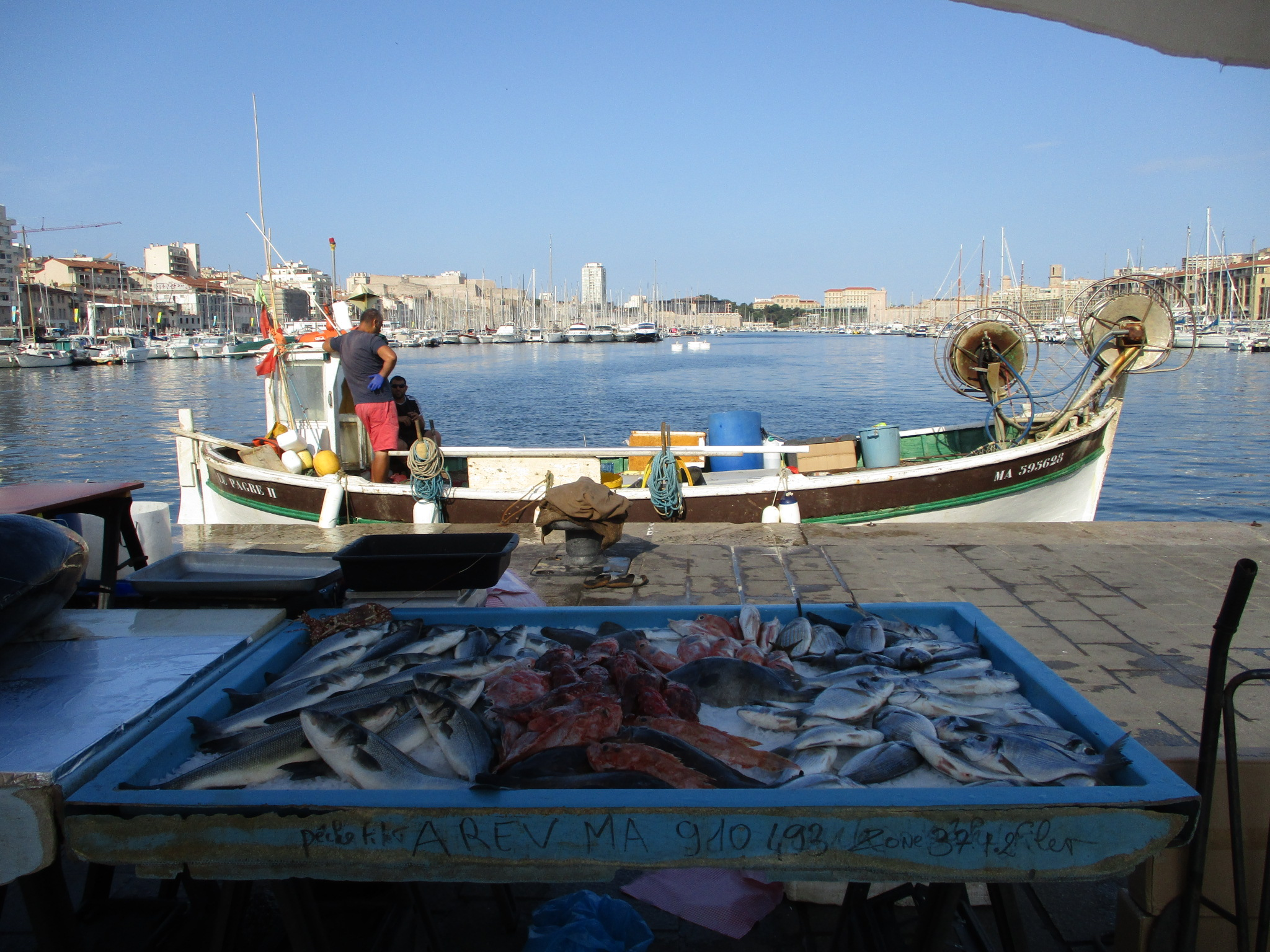
Marché aux poissons du Vieux-Port de Marseille

## Anthropologie d'un marché de Provence

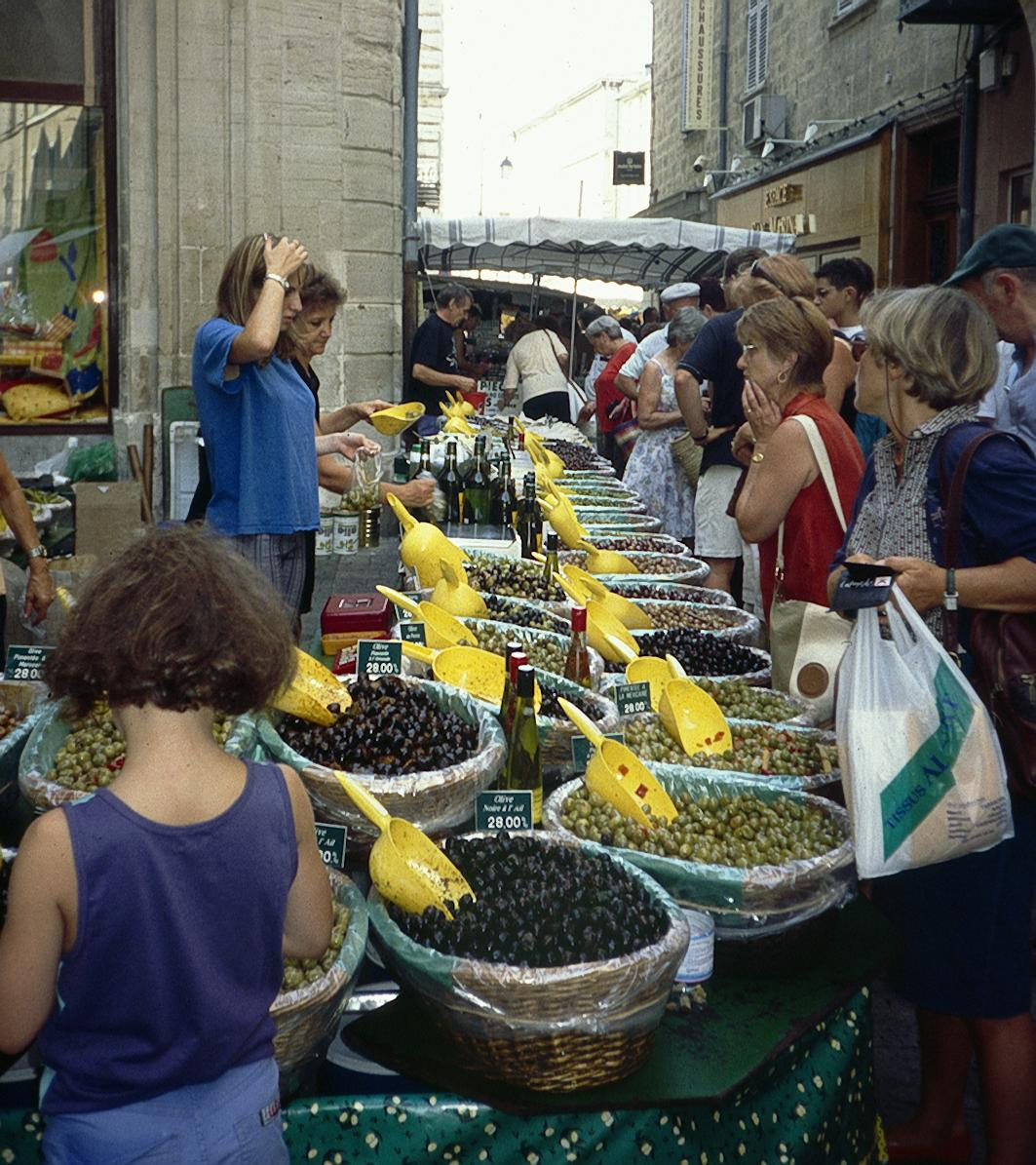
Étal d'olives au marché de Carpentras

L'anthropologue française Michèle de La Pradelle a observé le marché de Carpentras, en 1996, et décrit les relations liées sur place entre forains et acheteurs de ce marché : « Sur le marché forain de Carpentras, il m'est apparu que l'une des dimensions majeures de l'ensemble des relations nouées dans un anonymat relatif à l'occasion des achats sur les étals était la mise en scène d'une inter connaissance (ou d'une amitié) généralisée censée manifester l'appartenance à une même communauté locale ou régionale ». 
« À Carpentras, par exemple, le marché est un événement marquant de la vie de la cité qui se présente comme une célébration de l’identité locale. Or, beaucoup de chalands viennent d’ailleurs. On y trouve beaucoup de touristes ou de gens qui ne sont pas originaires de la ville. Si bien que pour être partie prenante de cet événement, on se doit d’affirmer une appartenance locale fictive ou non, simplement pour en être. Cette revendication passe en partie par la neutralisation des identités des acteurs. Et cette indifférenciation des identités a pour effet de produire une égalité formelle de tous les partenaires. On fait comme si on ignorait qui est l’autre. Selon Michèle de La Pradelle, c’est sur ce principe d’une égalité de circonstance que fonctionne l’échange marchand ».
Le marché forain de Carpentras peut même fonctionner comme un exemple dans sa singularité. Carpentras n'est pas économiquement dépendante de son marché du vendredi, mais pourtant il tient une grande importance dans la vie de la cité. Marché forain et commerce sédentaire semblent deux formes de vente plus complémentaires que rivales. « Le marché forain n'est pas une réunion d'experts, mais une cérémonie collective dont chacun est à la fois acteur et spectateur ». Tous collaborent à l'entreprise : « Il n'y a pas deux sortes d'acteurs, les uns, actifs, qui créeraient le marché, et les autres, passifs, qui l'utiliseraient. La description anthropologique montre que le marché est tout autant ce qu'en font les chalands ou les badauds; il est l'effet de leurs multiples parcours et des opérations à la fois semblables et inédites par lesquelles chaque vendredi ils répètent l'évènement ».

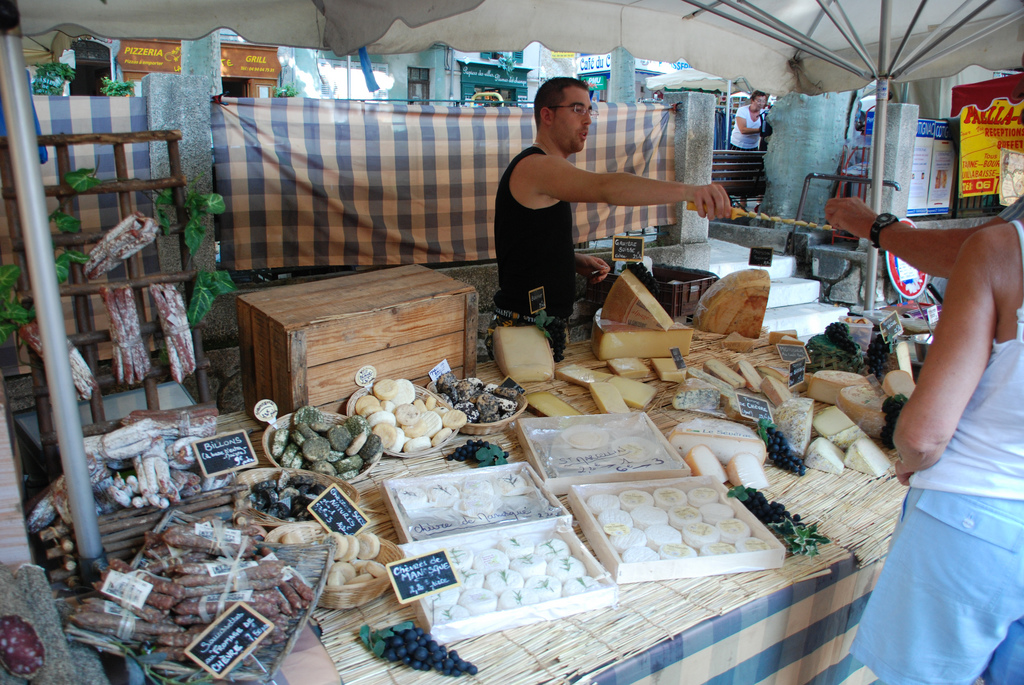
Le bonheur de vendre au marché

Pour que vendeur et acheteur s'y retrouvent, le marché forain dépend de la mise en place d'une économie de la séduction. Deux principes régissent ce type de marché en Provence le prix des marchandises est secondaire, et tout doit rappeler le divertissement. Ici, il n'est pas question « d'exhiber sa peine, de se plaindre de son sort, de s'agiter fébrilement, sauf si l'on joue pour rire au commerçant affairé : rien ne doit entacher le spectacle que donne le forain de son bonheur à vendre au marché ».
La signification de ce marché se comprend mieux par comparaison avec un supermarché. Dans ce dernier, conçu pour concilier la rationalité de la distribution et la socialité du marché, chacun reste cantonné dans son groupe, le plus souvent familial. L'acheteur, dans un centre commercial, est simple consommateur, sur le marché il change de statut puisqu'il devient « amateur de discussions interminables ou flâneur invétéré ». Il joue ce rôle avec le marchand forain sur un terrain d'égalité. Le marché devient alors un simulacre d'agora, une éphémère communauté où l'on refait un monde. Pour Michèle de La Pradelle, « la fête du vendredi, autocélébration d'une communauté de circonstance, brise la routine domestique ou professionnelle, suspend les statuts et les règles ». Pour tout un chacun, faire le marché, « c'est se situer dans une histoire locale, reprendre à son compte une tradition dont on se sent tributaire ».

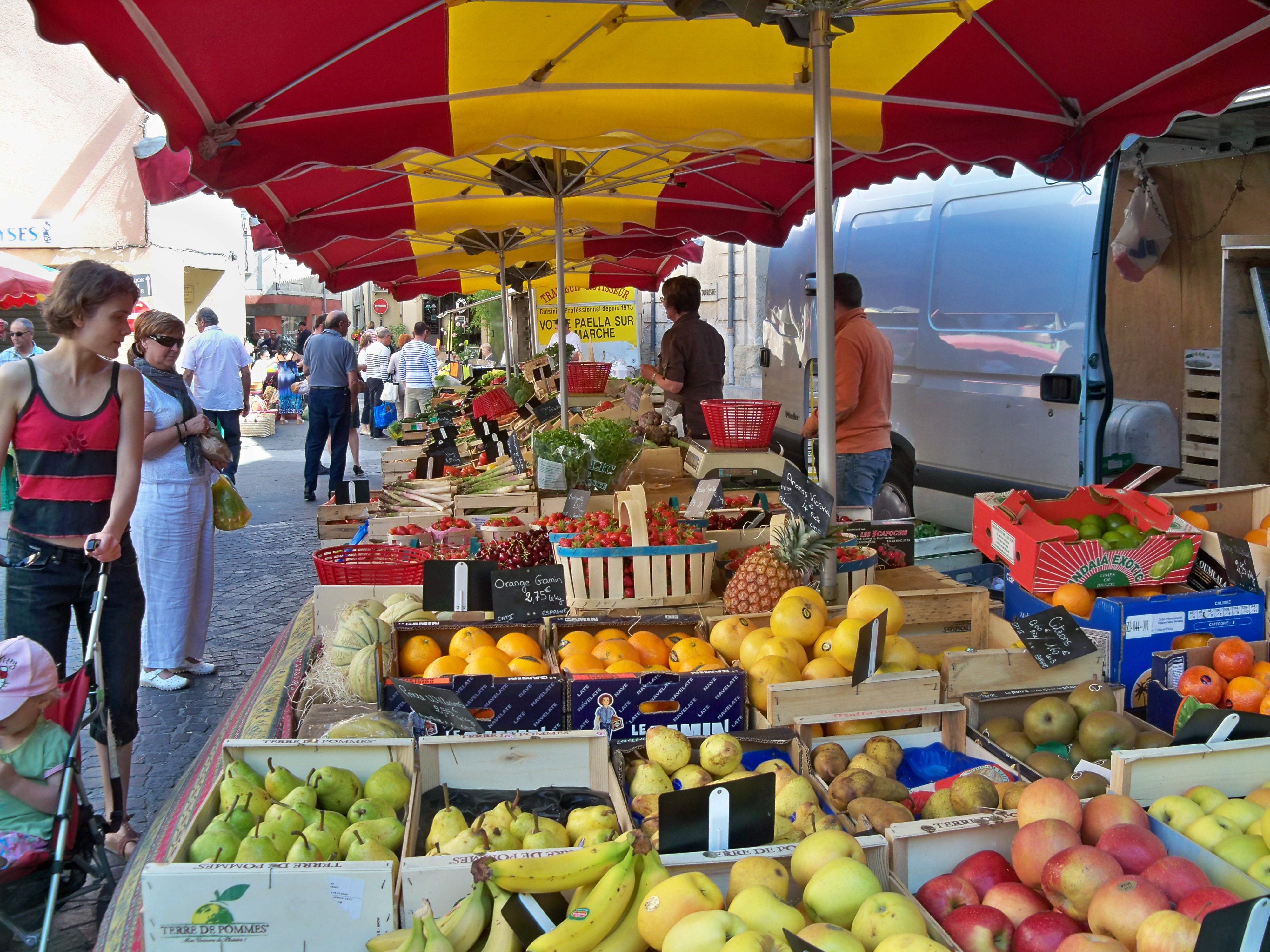
Faire tranquillement son marché, le cabas à la main, en bavardant d'étal en étal au hasard des rencontres

C'est dans ce cadre que le marché de Carpentras est exemplaire, et devient un des symboles contemporains du marché en Provence. Le but de ceux-ci, en mettant en scène une communauté créée de toutes pièces est tout d'abord de « faire tranquillement son marché, le cabas à la main, en bavardant d'étal en étal au hasard des rencontres », mais c'est aussi jouer à être d'un autre temps « La pérennité ou le succès des marchés sont donc à mettre au compte de cette intense consommation d'inactuel que fait notre monde actuel. Un marché est une production collective d'anachronisme, et, en cela, il répond à une logique contemporaine ». Logique utopique où les barrières sociales doivent s'estomper et où la lutte pour la reconnaissance se doit de faire une pause. Ce qui permet à Michèle de La Pradelle de conclure « Alors, sur le coup de midi, se donne à voir le spectacle improbable d'une société où l'autre est traité comme un semblable et dont personne n'est exclu. Chacun peut ainsi s'offrir un peu partout et à peu de frais, en joignant l'utile à l'agréable, ce petit frisson d'égalité du vendredi matin à Carpentras ».

## Musique
- 1957 : Les Marchés de Provence, de Gilbert Bécaud[8].